# Mont-Louis (Pyrénées-Orientales)
Pour les articles homonymes, voir Mont-Louis.
Mont-Louis  est une commune française située dans le sud-ouest du département des Pyrénées-Orientales, en région Occitanie. Elle est inscrite depuis 2008 au patrimoine mondial de l'Unesco, avec onze autres fortifications de Vauban. Sur le plan historique et culturel, la commune est dans le pays de Conflent, correspondant à l'ensemble des vallées pyrénéennes qui « confluent » avec le lit creusé par la Têt entre Mont-Louis et Rodès.
Exposée à un climat de montagne, elle est drainée par la Têt. Incluse dans le parc naturel régional des Pyrénées catalanes, la commune possède un patrimoine naturel remarquable composé de deux zones naturelles d'intérêt écologique, faunistique et floristique.
Mont-Louis est une commune rurale qui compte 150 habitants en 2022, après avoir connu un pic de population de 992 habitants en 1886.  Ses habitants sont appelés les Mont-Louisiens ou  Mont-Louisiennes.

## Géographie

### Localisation
La commune de Mont-Louis se trouve dans le département des Pyrénées-Orientales, en région Occitanie.
Elle se situe à 67 km à vol d'oiseau de Perpignan, préfecture du département, et à 28 km de Prades, sous-préfecture.
Les communes les plus proches sont : 
La Cabanasse (0,9 km), Saint-Pierre-dels-Forcats (1,5 km), La Llagonne (2,0 km), Planès (2,4 km), Sauto (2,6 km), Bolquère (3,5 km), Eyne (4,9 km), Fontpédrouse (4,9 km).
Sur le plan historique et culturel, Mont-Louis est située au carrefour de trois territoires : la Cerdagne s'ouvrant à l’ouest et au sud-ouest sur l'Espagne, le Conflent qui descend à l'est vers la Méditerranée par la vallée de la Têt et le Capcir rejoignant la France au nord par la vallée de l'Aude, ces deux dernières vallées étant séparées par le col de la Quillane, situé sur la commune limitrophe de La Llagonne.
Mont-Louis est située sur une position haute, et est entourée, des communes (en commençant par le nord-est, puis dans le sens des aiguilles d'une montre) de Sauto, La Cabanasse et La Llagonne.
|              | La Llagonne |       |
|              | Mont-Louis  | Sauto |
| La Cabanasse |             |       |

### Géologie et relief
Mont-Louis est située sur un léger promontoire en bordure de la vallée encaissée de la Têt, qui a permis la construction d'un fort Vauban bien protégé par les conditions de relief.
Avec seulement 39 hectares, la commune de Mont-Louis est la plus petite en superficie de la région Languedoc-Roussillon. C'est également la dixième commune la moins étendue de France.
La commune est classée en zone de sismicité 4, correspondant à une sismicité moyenne.

### Hydrographie
Le territoire de la commune est longé pour ses parties nord et nord-est par le cours du fleuve côtier Têt.
La construction d'un puits dans l'enceinte du fort, le puits des Forçats, laisse supposer un accès à une nappe d’eau souterraine à la verticale du point le plus élevé du promontoire où se situe la commune, probablement des eaux d’infiltration de la Têt.
Un autre puits, dit le puits de ville était en fonctionnement dans l’enceinte du village, rue du Marché.

### Climat
Pour des articles plus généraux, voir Climat de l'Occitanie et Climat des Pyrénées-Orientales.
En 2010, le climat de la commune est de type climat des marges montargnardes, selon une étude du CNRS s'appuyant sur une série de données couvrant la période 1971-2000. En 2020, Météo-France publie une typologie des climats de la France métropolitaine dans laquelle la commune est exposée à un climat de montagne ou de marges de montagne et est dans la région climatique Pyrénées orientales, caractérisée par une faible pluviométrie, un très bon ensoleillement (2 600 h/an), un air sec, particulièrement en hiver et peu de brouillards.
Pour la période 1971-2000, la température annuelle moyenne est de 7,5 °C, avec une amplitude thermique annuelle de 14,9 °C. Le cumul annuel moyen de précipitations est de 845 mm, avec 7,3 jours de précipitations en janvier et 6,6 jours en juillet. Pour la période 1991-2020, la température moyenne annuelle observée sur la station météorologique la plus proche, située sur la commune de Formiguères à 12 km à vol d'oiseau, est de 7,6 °C et le cumul annuel moyen de précipitations est de 737,3 mm,. Pour l'avenir, les paramètres climatiques de la commune estimés pour 2050 selon différents scénarios d’émission de gaz à effet de serre sont consultables sur un site dédié publié par Météo-France en novembre 2022.

### Milieux naturels et biodiversité

#### Espaces protégés
La protection réglementaire est le mode d’intervention le plus fort pour préserver des espaces naturels remarquables et leur biodiversité associée,.
Un  espace protégé est présent sur la commune : 
le parc naturel régional des Pyrénées catalanes, créé en 2004 et d'une superficie de 139 062 ha, qui s'étend sur 66 communes du département. Ce territoire s'étage des fonds maraîchers et fruitiers des vallées de basse altitude aux plus hauts sommets des Pyrénées-Orientales en passant par les grands massifs de garrigue et de forêt méditerranéenne,.

#### Zones naturelles d'intérêt écologique, faunistique et floristique

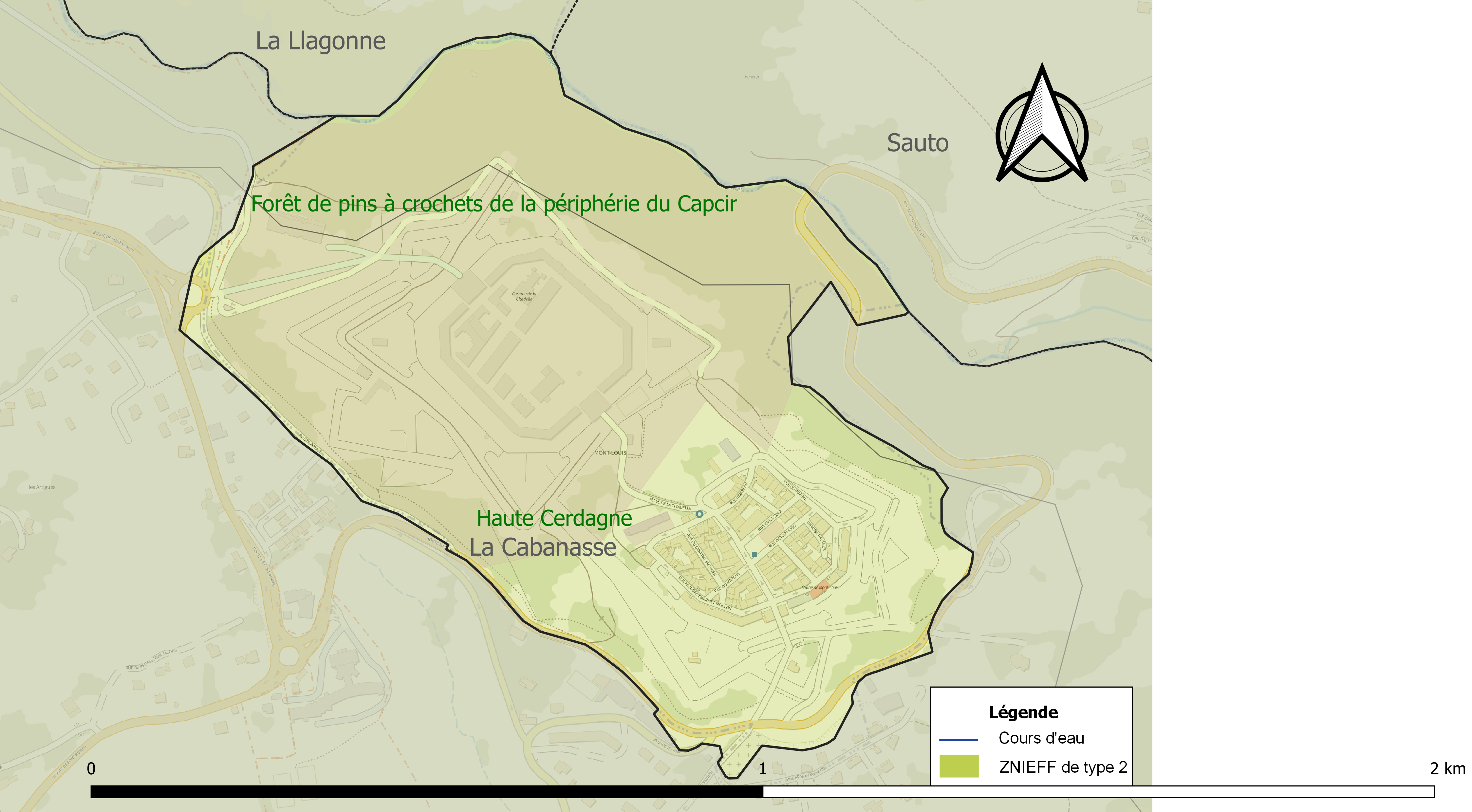
Carte des ZNIEFF de type 2 localisées sur la commune.

L’inventaire des zones naturelles d'intérêt écologique, faunistique et floristique (ZNIEFF) a pour objectif de réaliser une couverture des zones les plus intéressantes sur le plan écologique, essentiellement dans la perspective d’améliorer la connaissance du patrimoine naturel national et de fournir aux différents décideurs un outil d’aide à la prise en compte de l’environnement dans l’aménagement du territoire.
Deux ZNIEFF de type 2 sont recensées sur la commune :
- la « forêt de pins à crochets de la périphérie du Capcir » (13 788 ha), couvrant 12 communes du département[20] ;
- la « Haute Cerdagne » (5 477 ha), couvrant 12 communes du département[21].

## Urbanisme

### Typologie
Au 1er janvier 2024, Mont-Louis est catégorisée commune rurale à habitat dispersé, selon la nouvelle grille communale de densité à sept niveaux définie par l'Insee en 2022.
Elle est située hors unité urbaine et hors attraction des villes,.

### Occupation des sols

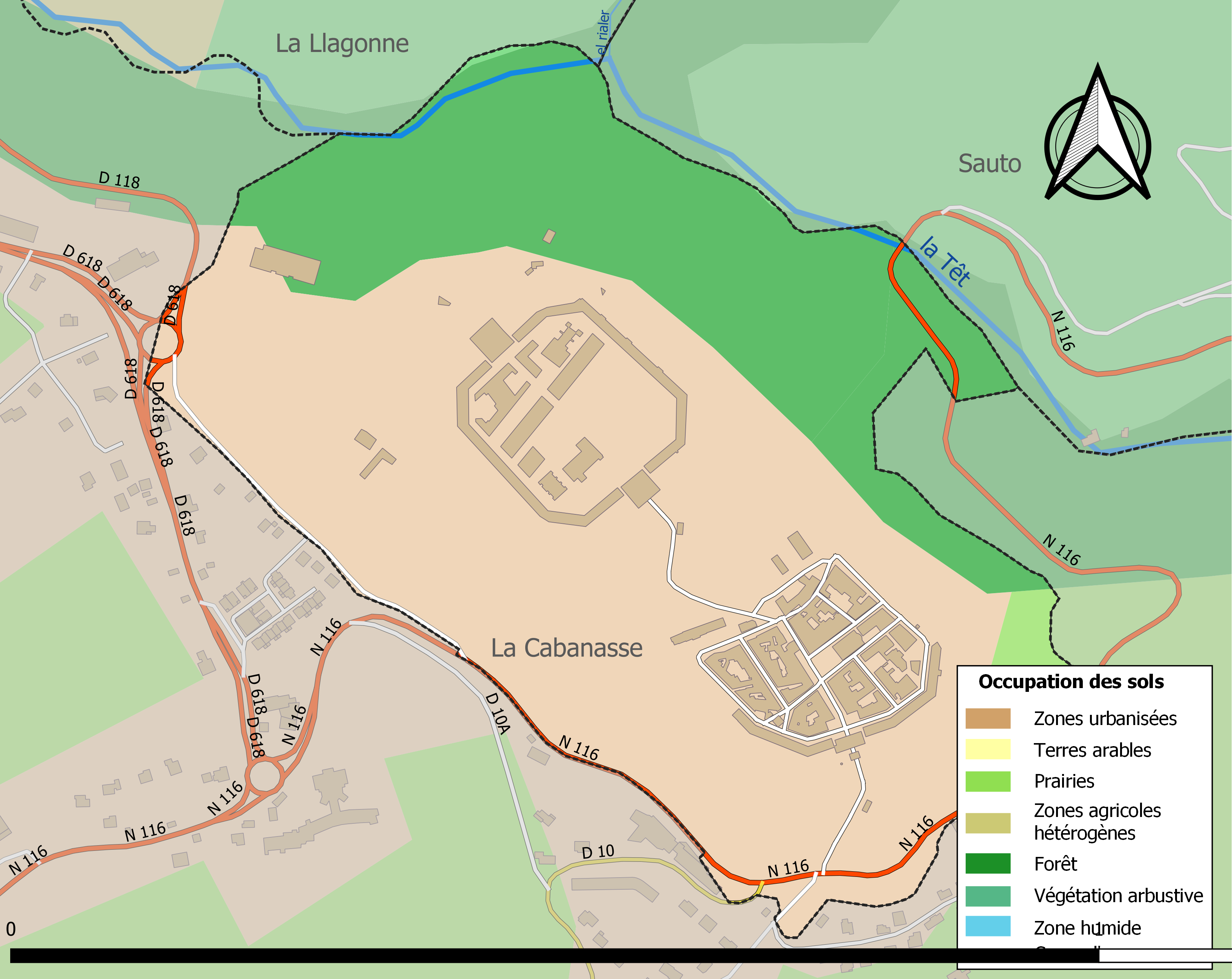
Carte des infrastructures et de l'occupation des sols de la commune en 2018 (CLC).

L'occupation des sols de la commune, telle qu'elle ressort de la base de données européenne d’occupation biophysique des sols Corine Land Cover (CLC), est marquée par l'importance des territoires artificialisés (69,5 % en 2018), en augmentation par rapport à 1990 (51,5 %). La répartition détaillée en 2018 est la suivante : 
zones urbanisées (69,5 %), forêts (26,9 %), prairies (3,4 %), milieux à végétation arbustive et/ou herbacée (0,1 %). L'évolution de l’occupation des sols de la commune et de ses infrastructures peut être observée sur les différentes représentations cartographiques du territoire : la carte de Cassini (XVIIIe siècle), la carte d'état-major (1820-1866) et les cartes ou photos aériennes de l'IGN pour la période actuelle (1950 à aujourd'hui).

### Voies de communication et transports
Par la route, l'accès principal est par la route nationale 116 (RN 116) qui relie Perpignan à Bourg-Madame en empruntant pour une bonne part la vallée de la Têt. La RN 116 relie aussi Mont-Louis à Foix en franchissant après Bourg-Madame le col de Puymorens par la route nationale 20.
Le viaduc de la Cabanasse conçu par Paul Séjourné est achevé en 1908.
Il est également possible de rejoindre Mont-Louis en prenant la vallée de l'Aude qui permet d’atteindre Mont-Louis après avoir franchi le col de la Quillane par la route départementale 118, ceci en provenance de Quillan et Carcassonne.

### Risques majeurs
Le territoire de la commune de Mont-Louis est vulnérable à différents aléas naturels : inondations, climatiques (grand froid ou canicule), feux de forêts, mouvements de terrains et séisme (sismicité moyenne). Il est également exposé à deux risques technologiques,  le transport de matières dangereuses et la rupture d'un barrage, et à un risque particulier, le risque radon,.

#### Risques naturels

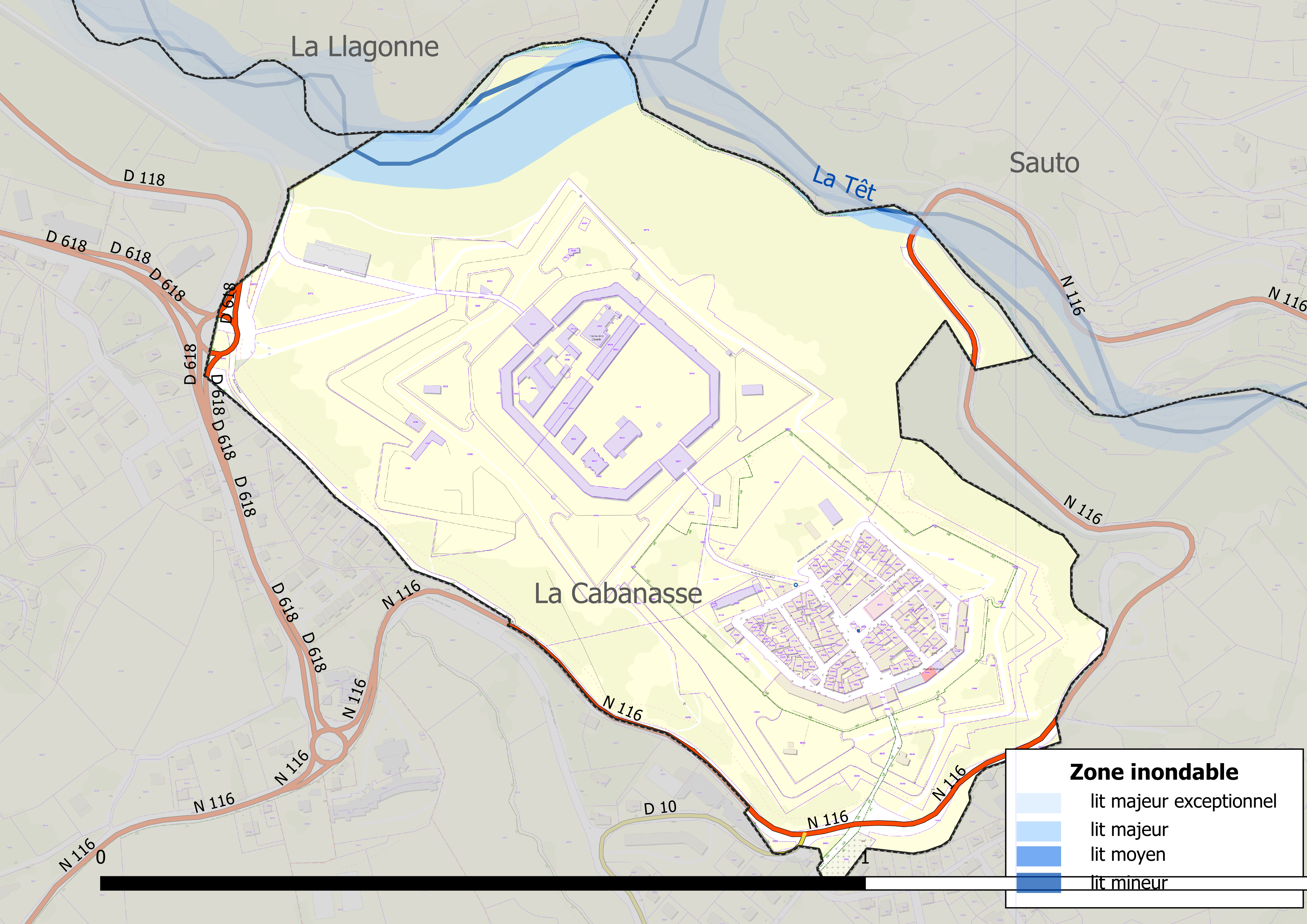
Zones inondables de la commune de Mont-Louis.

Certaines parties du territoire communal sont susceptibles d’être affectées par le risque d’inondation par crue torrentielle de cours d'eau du bassin de la Têt.
Les mouvements de terrains susceptibles de se produire sur la commune sont soit des glissements de terrains, soit des chutes de blocs.

#### Risques technologiques
Le risque de transport de matières dangereuses sur la commune est lié à sa traversée par une route à fort trafic. Un accident se produisant sur une telle infrastructure est en effet susceptible d’avoir des effets graves au bâti ou aux personnes jusqu’à 350 m, selon la nature du matériau transporté. Des dispositions d’urbanisme peuvent être préconisées en conséquence.
Dans le département des Pyrénées-Orientales, on dénombre sept grands barrages susceptibles d’occasionner des dégâts en cas de rupture. La commune fait partie des 66 communes susceptibles d’être touchées par l’onde de submersion consécutive à la rupture d’un de ces barrages, le barrage des Bouillouses sur la Têt, un ouvrage de 17,5 m de hauteur construit en 1910.

#### Risque particulier
Dans plusieurs parties du territoire national, le radon, accumulé dans certains logements ou autres locaux, peut constituer une source significative d’exposition de la population aux rayonnements ionisants. Toutes les communes du département sont concernées par le risque radon à un niveau plus ou moins élevé. Selon la classification de 2018, la commune de Mont-Louis est classée en zone 3, à savoir zone à potentiel radon significatif.

## Toponymie
Mont-Louis est nommée ainsi en hommage à Louis XIV, roi de France lors de la construction de la place forte qui a débuté en 1679.
Durant la période révolutionnaire française, la commune sera un temps renommée par la Convention Mont-de-la-Liberté, puis Mont-Libre, nom qu'il gardera jusqu'à la fin du Premier Empire.
Auparavant, le village se nommait Ovansa. Il apparait au Xe siècle sous la forme de Villare de Ovantia, puis Ovancia et Ovança. Son étymologie est obscure. Elle pourrait provenir d'une racine d'origine ibéro-basque Ov/Obe et désignerait un lieu où on pratiquait l'élevage du bétail. Une autre hypothèse propose le patronyme latin, très répandu en France : Aventius (Aventia au féminin), qui aurait été le nom du propriétaire d'un domaine agricole. Montlluís en catalan.

## Histoire
Si Mont-Louis est le village fortifié le plus haut de France, il a également une grande originalité, car c'est l'une des neuf villes créées ex nihilo par Vauban (dont six en France), et certainement la mieux conservée, tant d'un point de vue architectural que dans sa vocation originelle de place militaire.[réf. nécessaire]

### Le hameau d'Ovansa
La place forte de Mont-Louis est construite sur un ancien hameau nommé Ovansa, mentionné dans un texte du Xe siècle.

### Création de Mont-Louis par Vauban

#### Origines
Par le traité des Pyrénées de 1659, le royaume de France annexe le comté de Roussillon, les pays de Vallespir, de Conflent et de Capcir et les bourgs et villages de l'est du comté de Cerdagne.
Pendant la guerre de Hollande, l'Espagne devient l'alliée des Provinces-Unies contre la France. Le Roussillon n'a aucune fortification pour s'opposer à une éventuelle attaque de l'Espagne. Louis XIV demande à Sébastien Le Prestre de Vauban, Commissaire général des fortifications, d'assurer la sécurité de ce territoire nouvellement annexé vis-à-vis de celui de l'Espagne en construisant une nouvelle place forte. Vauban vient en reconnaissance pour déterminer le terrain le plus favorable le 17 mars 1679.

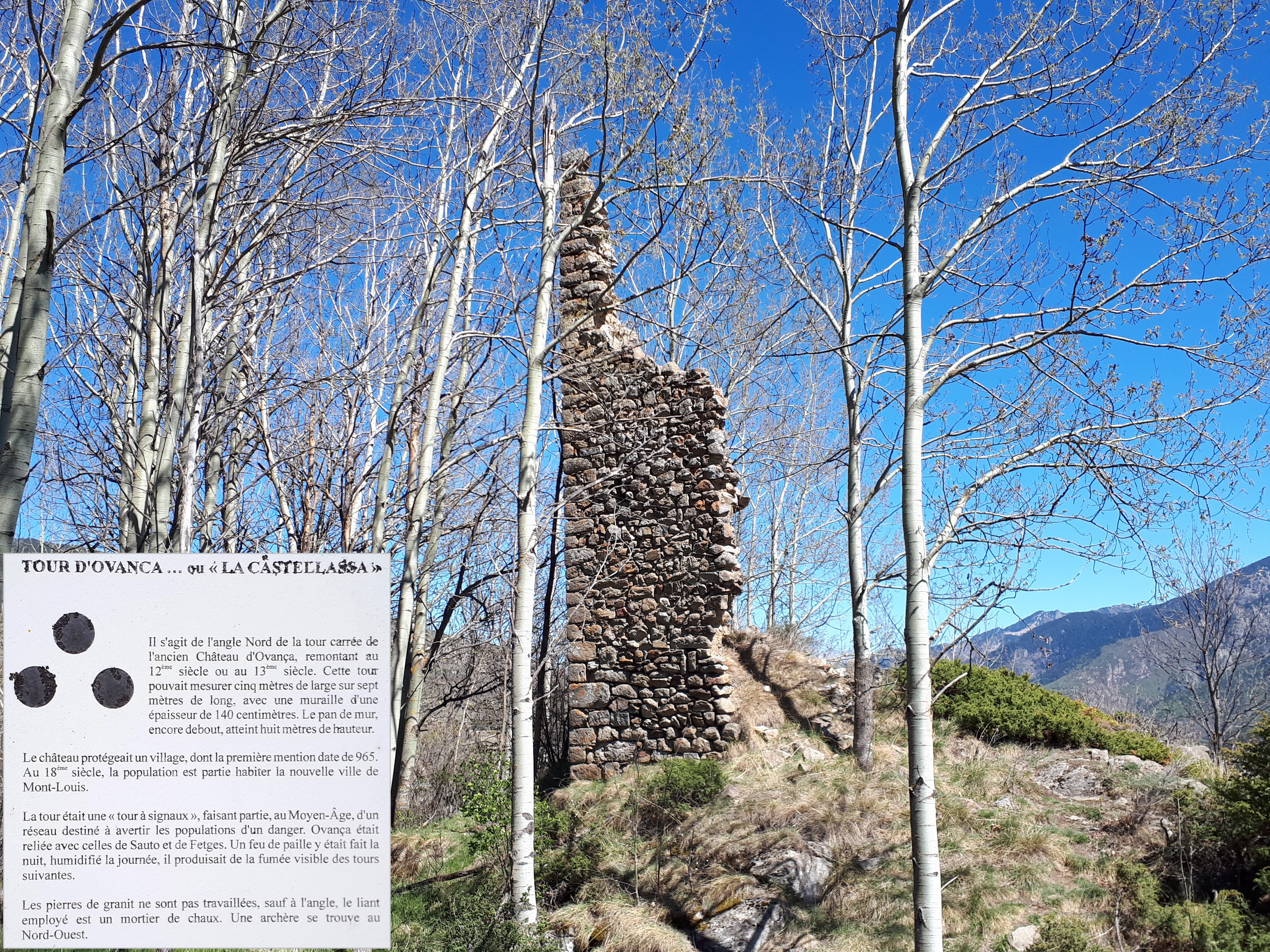
La tour d'Ovança (l'angle nord de la tour carrée de l'ancien château d'Ovança, qui protégeait le hameau et qui remonte au).

Comme à son habitude, celui-ci choisit un site stratégique pouvant être facilement défendu en limitant les dépenses, il s'agit là d'un promontoire situé au carrefour de trois territoires : la Cerdagne s'ouvrant sur l'Espagne, le Conflent qui descend vers la Méditerranée par la vallée de la Têt et le Capcir rejoignant la France par la vallée de l'Aude qui outre une situation stratégique privilégiée, présente de nombreux avantages financiers ; le côté nord-est, très abrupt et surplombant la Têt, ne nécessite ni fossé à creuser ni large rempart à construire. De plus, cet emplacement, au voisinage du hameau du Vilar d'Ovança (ou simplement Ovança), permet d'avoir à proximité main-d'œuvre, matériaux, pierres, eau, sable, chaux et bois et également des fontaines, pacages, moulins et cultures.
Vauban rapporte également : de plus on y jouit d'un air un peu froid à la vérité, mais si sain que les habitants m'ont dit leur être ordinaire d'y vivre des 80 ou 90 ans jusqu'à 100 ans…
Vauban organise ensuite, selon des principes simples, l'agencement interne de la ville neuve pour qu'elle réponde aux exigences militaires, offre un urbanisme pratique, présentant un aspect ordonné et sobre, où les lieux du commandement, du combat et des activités civiles s'intègrent harmonieusement.
En mai 1679, Vauban rédige et expédie à Louvois, secrétaire d'État de la Guerre, 
l'instruction du projet.
Ce texte est suivi d'un document précis réglant les détails des travaux, l'organisation des chantiers et le coût estimatif des travaux. Le plan proposé tire avantage de la topographie naturelle des lieux : peu d'ouvrages défensifs sur la zone Est, protégée par le fossé de la Têt et une multiplication des défenses sur le côté Ouest, vers la Cerdagne où l'accès est plus aisé. De l'extérieur, avec l'enfoncement des murs sous le niveau du terrain naturel, on ne distingue rien d'autre que les remparts. Mont-Louis est conçue selon un étagement de quatre zones : la citadelle, la ville haute, une ville basse et une redoute (ces deux dernières ne furent jamais édifiées).
Pour la citadelle, si la chapelle, l'arsenal, deux magasins à poudre et la maison du Lieutenant du Roi furent réalisés, il manquera toujours la maison du gouverneur, le logement des aumôniers et la halle prévue au milieu de la place « pour mettre les soldats à couvert ». La ville haute est prévue pour loger une petite bourgeoisie d'artisans avec des casernes d'infanterie, tandis que la ville basse recevrait les vivandiers, les écuries et magasins à fourrage.

#### Construction
En cette période de paix provisoire, les soldats seront la main d'œuvre essentielle, en particulier les régiments de Vierzet et Furstemberg. 
Ces soldats sont nombreux (3 700 sont présents lors de la visite de Louvois en 1680), installés aux abords de Mont-Louis, journellement mal payés pour une rude tâche, souvent effectuée dans des conditions difficiles, soumises en particulier à la rigueur du climat de Mont-Louis. Ils sont encadrés par des artisans spécialisés (maçons, tailleurs de pierre, charpentiers, menuisiers, forgerons, puisatiers…), puis surveillés par les intendants et ingénieurs à la solde du roi. Le matériau employé est uniquement le granit local.
Le prestige de l'uniforme est sacrifié à la petitesse de ces travaux de terrassier. Beaucoup d'entre eux choisissent alors de déserter, au risque d'être dénoncés, repris et envoyés aux galères ou condamnés à mort… En 1681, soit 29 mois après le voyage de Vauban, les travaux de gros œuvre sont terminés, la place est considérée comme apte à la défense. Et le 26 octobre, le premier gouverneur, François de Fortia d'Urbaa, marquis de Durban, prend possession des lieux lors d'une fastueuse célébration, au milieu « de grandes acclamations de Vive le Roi ! des peuples de Cerdagne qui s'y trouvèrent en grand nombre et ravis de voir telle cérémonie ». Les travaux seront totalement achevés 10 ans après le premier coup de pioche.
La réalisation comprenait alors la citadelle pouvant accueillir 2 500 hommes et 300 chevaux, un hôpital et une ville civile. Vauban fit construire plus tard une église et des casernes.
Construit à 1 600 m d'altitude, Mont-Louis devient (et est toujours) la forteresse la plus haute de France.
Dès lors, Mont-Louis marque l'ultime frontière militaire méridionale et permet de garder un œil sur la place forte de Puigcerdà en Cerdagne espagnole. L'excellence du choix éclate immédiatement et dès le 11 novembre 1681, le gouverneur, Monsieur de Durban renseigne le ministre sur ce qui se passe dans l'Espagne voisine qui « appréhende extrêmement la guerre ».

Les fortifications
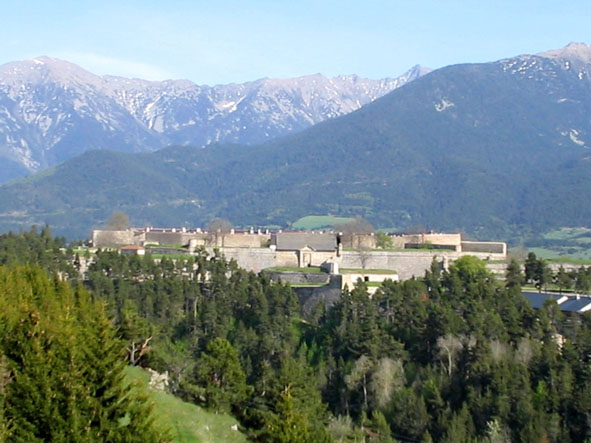
Citadelle vue nord
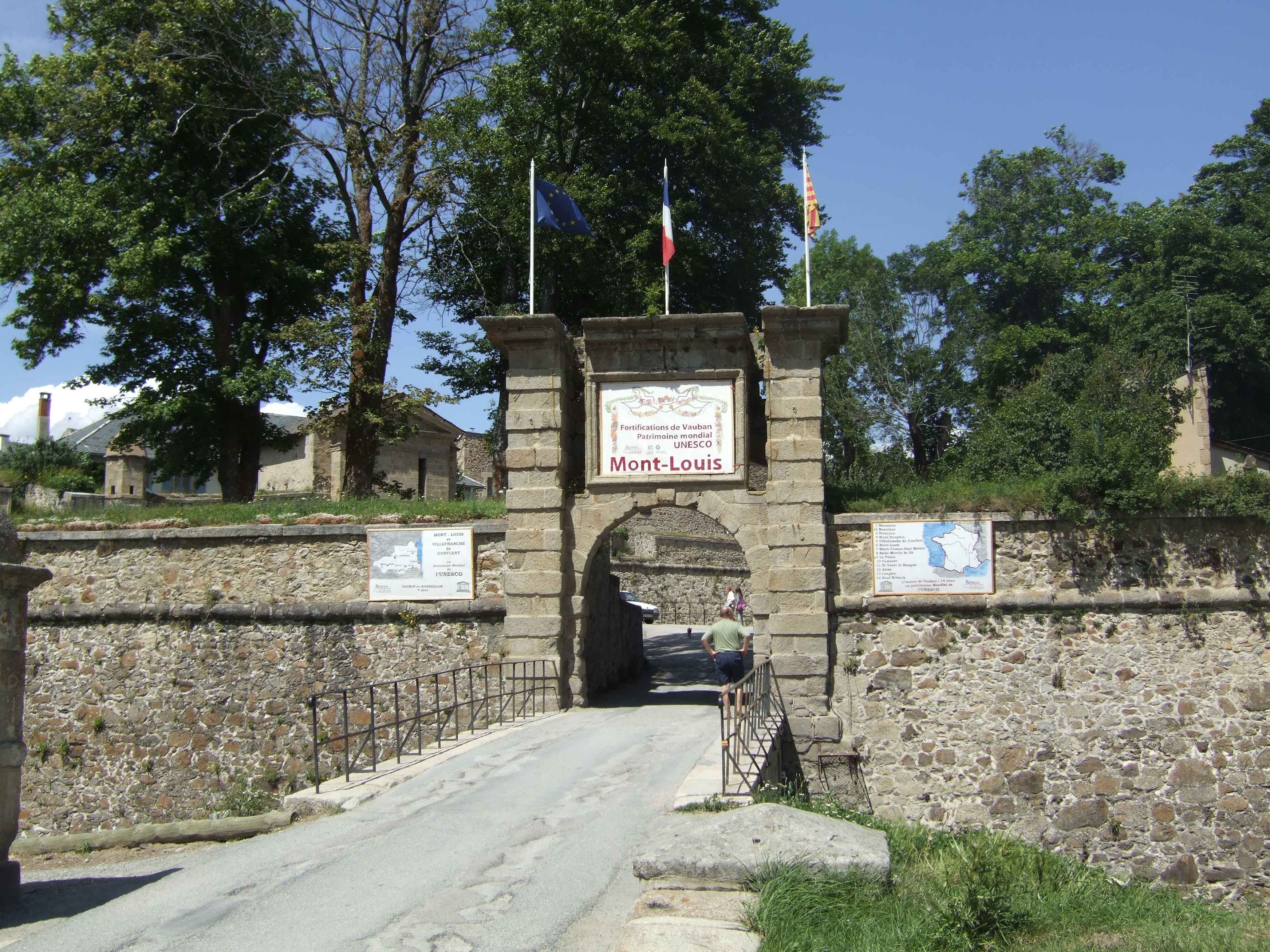
L'entrée principale
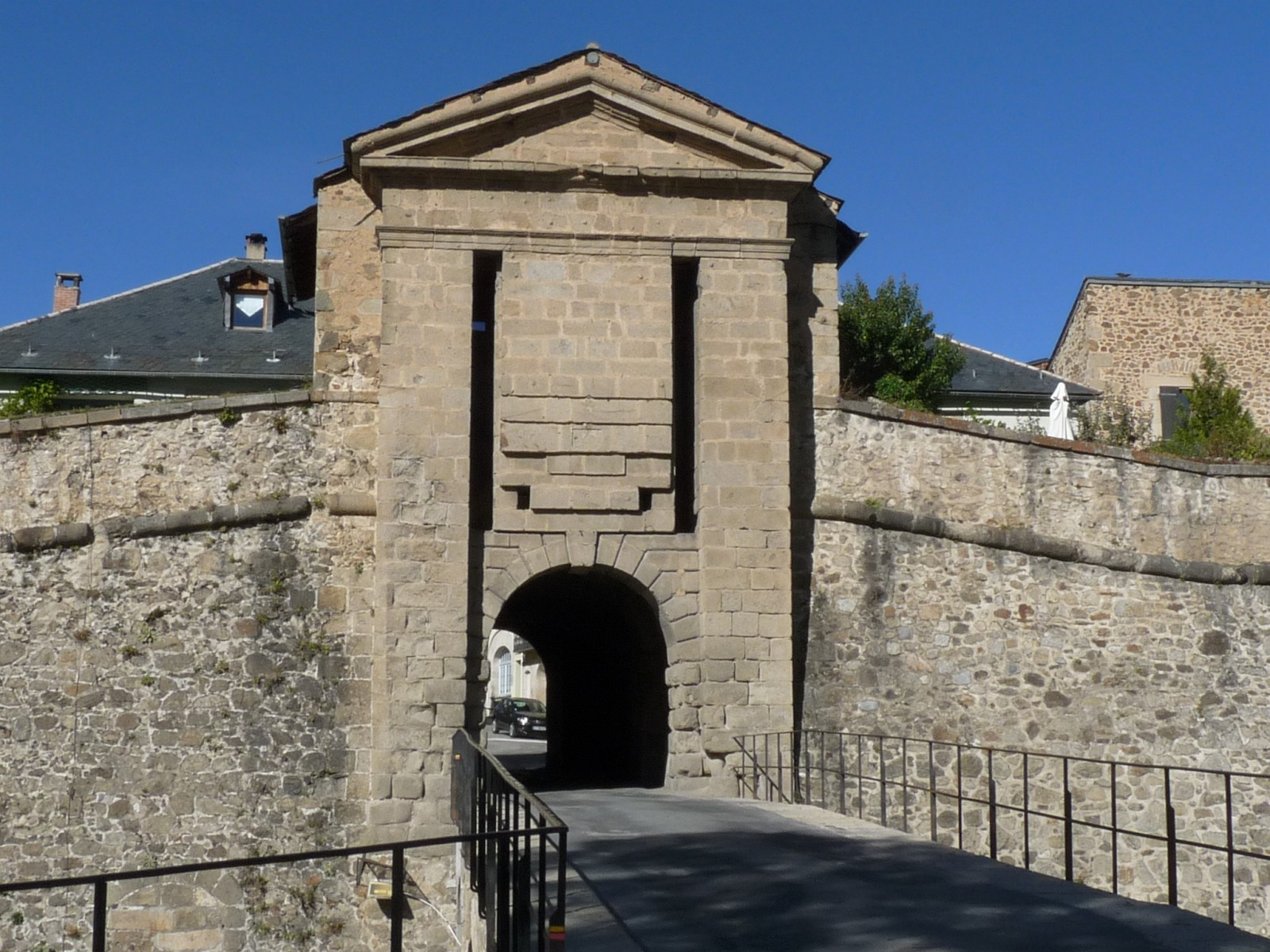
La seconde porte
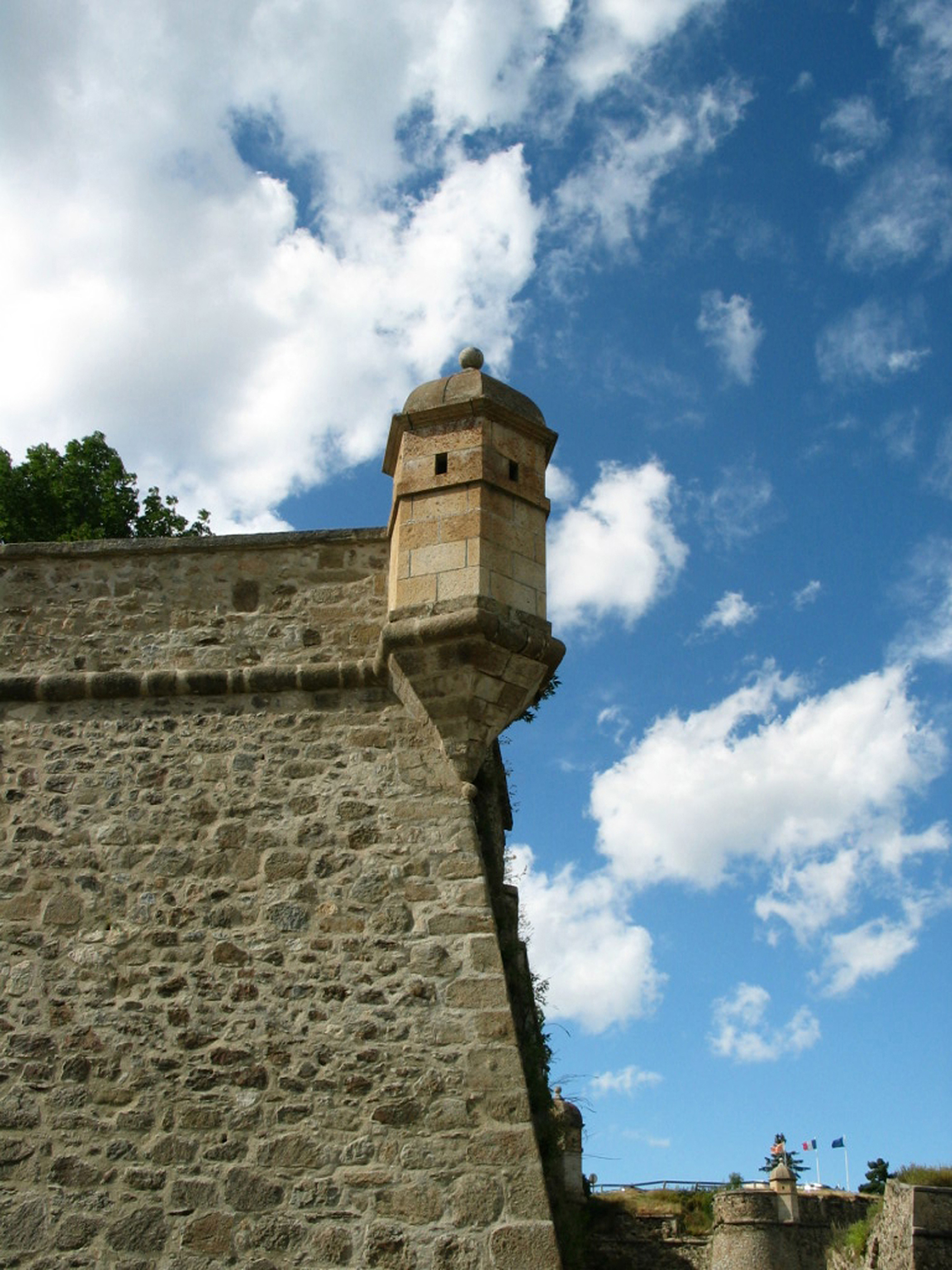
Le rempart et une échauguette en pierre
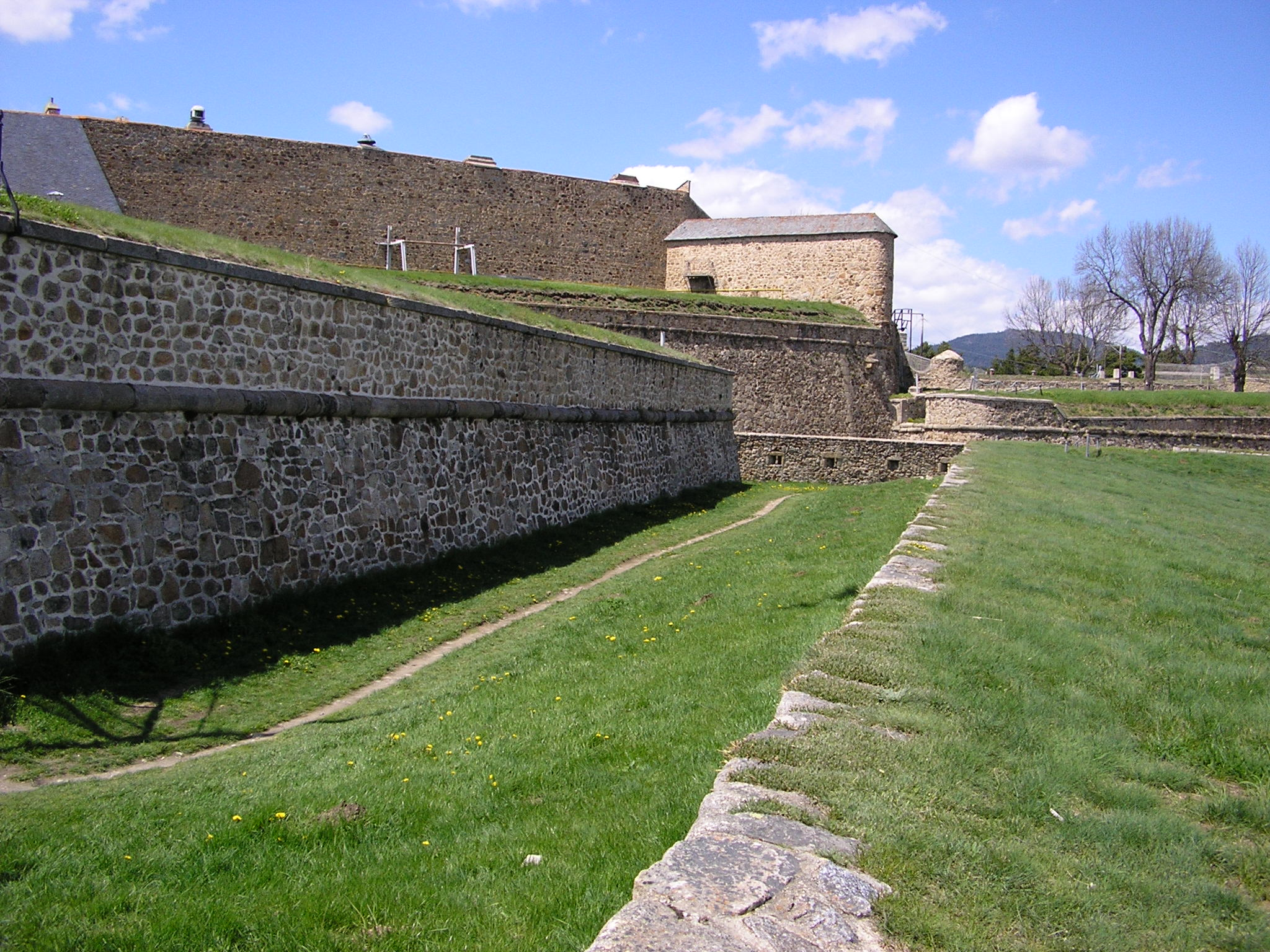
Le fossé et le fort militaire, au nord
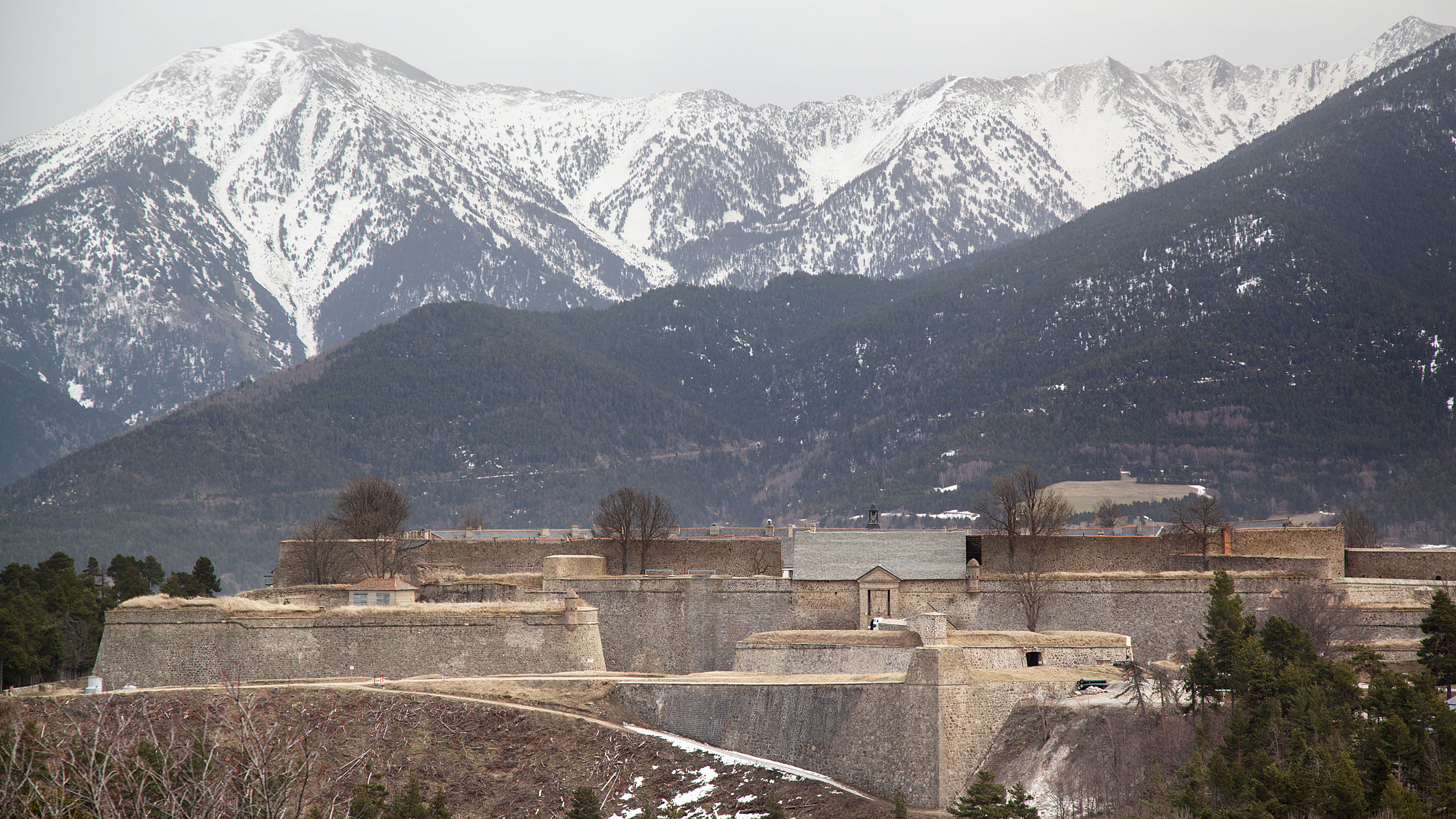
Le fort face nord
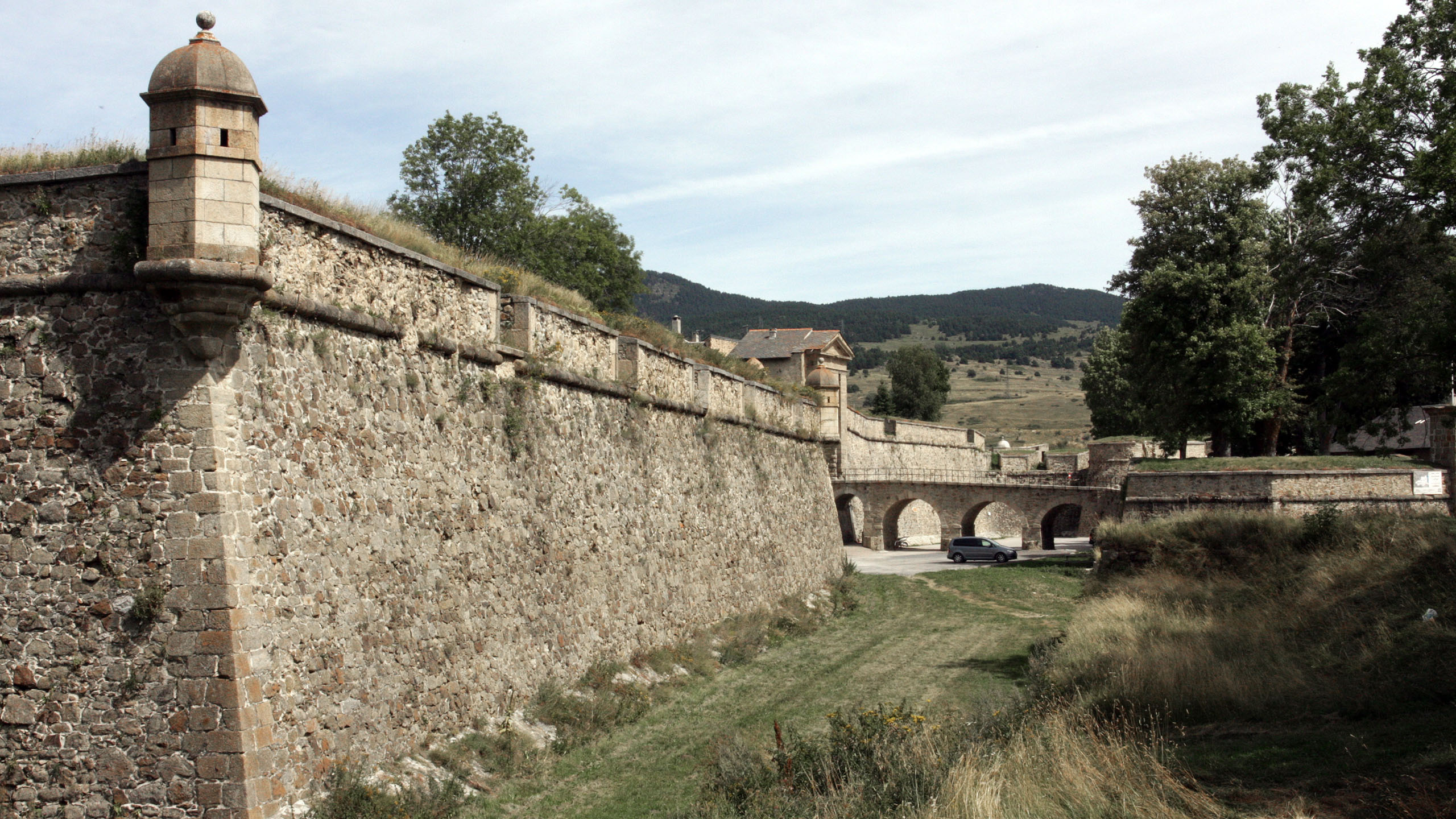
Rempart

### La vie de Mont-Louis auxXVIIeetXVIIIesiècles

#### La place auXVIIIesiècle
Si la citadelle de Mont-Louis est opérationnelle, il n'en est pas de même pour la ville. En 1720, soit près de quarante ans après l'inauguration, sur les cinquante maisons de la ville haute, seules cinq sont bâties en dur.
À partir des années 1720, il semble que Mont-Louis connaisse une certaine décadence sur le plan militaire. Les régiments effectuent alors un circuit à travers le Roussillon, allant de Mont-Louis, à Collioure, Villefranche-de-Conflent, Perpignan et Bellegarde. Annexe des Invalides et hôpital, la place sert aussi de prison pour l'ensemble de la Cerdagne et la viguerie de Saillagouse. Jusqu'en 1773 subsiste à Mont-Louis cette garnison d'invalides dont le peu d'intérêt a provoqué un certain dépeuplement de la ville. Mais la ville et la citadelle de Mont-Louis voient leur mission à nouveau affirmée en 1774, le rôle de base d'opérations l'emporte jusqu'à la Révolution.

#### De Mont-Louis à Mont-Libre (1793-1903)
Pour suivre le décret de la Convention du 25 vendémiaire an II invitant les communes ayant des noms pouvant rappeler les souvenirs de la royauté, de la féodalité ou des superstitions, à les remplacer par d'autres dénominations, la commune change de nom pour Mont-Libre en janvier 1793.
L'année 1793 est marquée par un regain d'intérêt pour Mont-Libre. En effet, le roi d'Espagne Charles IV prétend mettre à la raison les régicides français. La Convention lui déclare la guerre qui se déroule, avec diverses fortunes du 17 avril 1793 au 18 septembre 1794. Du côté français, une figure émerge en Cerdagne, celle du général Dagobert.
Il repousse par deux fois les Espagnols. En juillet 1793, les troupes du général La Peña qui occupent le col de la Perche sont mises en déroute et en septembre, celles installées au-dessus de Canaveilles sont défaites. Le général Dagobert poursuit son œuvre en investissant la Cerdagne espagnole et Puigcerdà, où il meurt en 1794.
La paix intervient le 1er août 1795, Mont-Libre joue alors essentiellement un rôle d'entrepôt pour l’armée des Pyrénées-Orientales.
Le 24 octobre 1803, Mont-Libre redevient Mont-Louis.

### Mont-Louis à l'époque contemporaine

#### La place auXIXesiècle
À partir de 1808, Mont-Louis devient un vaste camp de passage pour l'Armée d'Espagne. Avec la Restauration, la valeur défensive de Mont-Louis apparaît plus liée à la topographie qu'à la citadelle elle-même, sa valeur offensive semble plus importante, au moins comme dépôt si la place est approvisionnée pour six mois. Le temps de paix revenu, les soldats retournent aux petites tâches.
Les travaux reprennent avec fébrilité à partir de 1887 pour revaloriser l'organisation défensive de Mont-Louis : des batteries et des redoutes sont établies aux Estagnols et à Bolquère, puis sur les pics de la Tossa (2 038 m) et de Figuema (2 037 m). Un chemin stratégique (dit chemin des canons) relie ces positions à Mont-Louis.
Réunie en 1890, la Commission supérieure de défense de Mont-Louis conclut à une défense dynamique avec le gros des forces en réserve au pic de la Tossa.

#### AuxXXeetXXIesiècles
Les derniers conflits mondiaux verront leur flot d'émigrés entassés dans l'enceinte de la citadelle, lors de la guerre d'Espagne en 1936 avant une occupation allemande, puis une libération par les Forces françaises libres.
En 1946, la citadelle retrouve sa fonction première de place forte militaire, avec l'installation du 11e BPC, régiment parachutiste politiquement sûr qui avait vocation à pouvoir être rapidement sur un potentiel coup d'État ou sur des grèves. Cette unité tout d'abord dénommée « Bataillon de démonstration » est devenue le 11e Choc. Rattachée au ministère de l'Intérieur, elle a fait campagne en Indochine puis en Algérie. Après la Guerre d'Algérie, elle a été dissoute et le Centre national d'entraînement commando a été créé en 1964.
Le Centre national d'entraînement commando est une véritable « académie » militaire où viennent se former les moniteurs et instructeurs de l'Armée mais aussi un centre de formation aux réalités et aux conditions de terrain pour les journalistes reporters de guerre, élèves des grandes écoles… On a célébré son 40e anniversaire en mai 2004.	

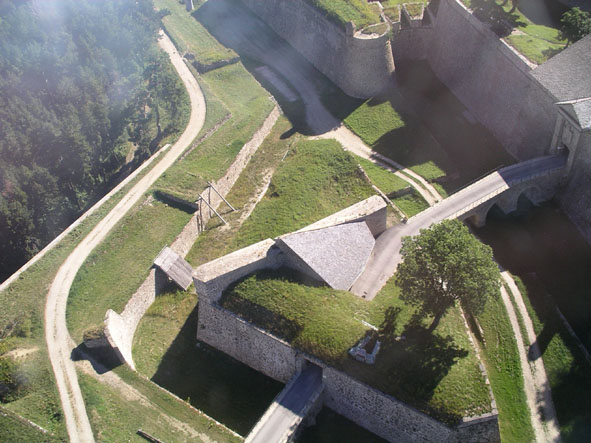
Porte Nord

Mont-Louis est un centre d’essais sur l’énergie solaire depuis 1948 et les expériences de l’équipe du professeur Félix Trombe. L’installation du premier four solaire permet l’expérimentation d'une énergie nouvelle, développée ensuite au grand four solaire d'Odeillo, tout proche, dirigé par une équipe de chercheurs du CNRS.
Dès lors, dans les années 1970, déménagé de l'enceinte militaire vers l'un des bastions de la partie civile, le four solaire de Mont-Louis, plus modeste, propose un aspect plus pédagogique, avec une présentation pratique du fonctionnement et des applications possibles et facilement accessibles au public de l'énergie solaire dans la vie quotidienne (pile voltaïque, cuisson de céramiques, fusion de métaux, travail de pierres précieuses…), avec en projet, des aménagements autour de cette énergie au service des Mont-Louisiens, pour l'électricité des voies publiques, par exemple.
Par ailleurs, l'antériorité du four solaire de Mont-Louis pourra permettre d'envisager à terme un classement de la structure au titre de "Patrimoine industriel des monuments historiques".
La commune adhère à la Communauté de communes Capcir Haut-Conflent par arrêté préfectoral du 28 décembre 2001.

## Politique et administration

### Canton

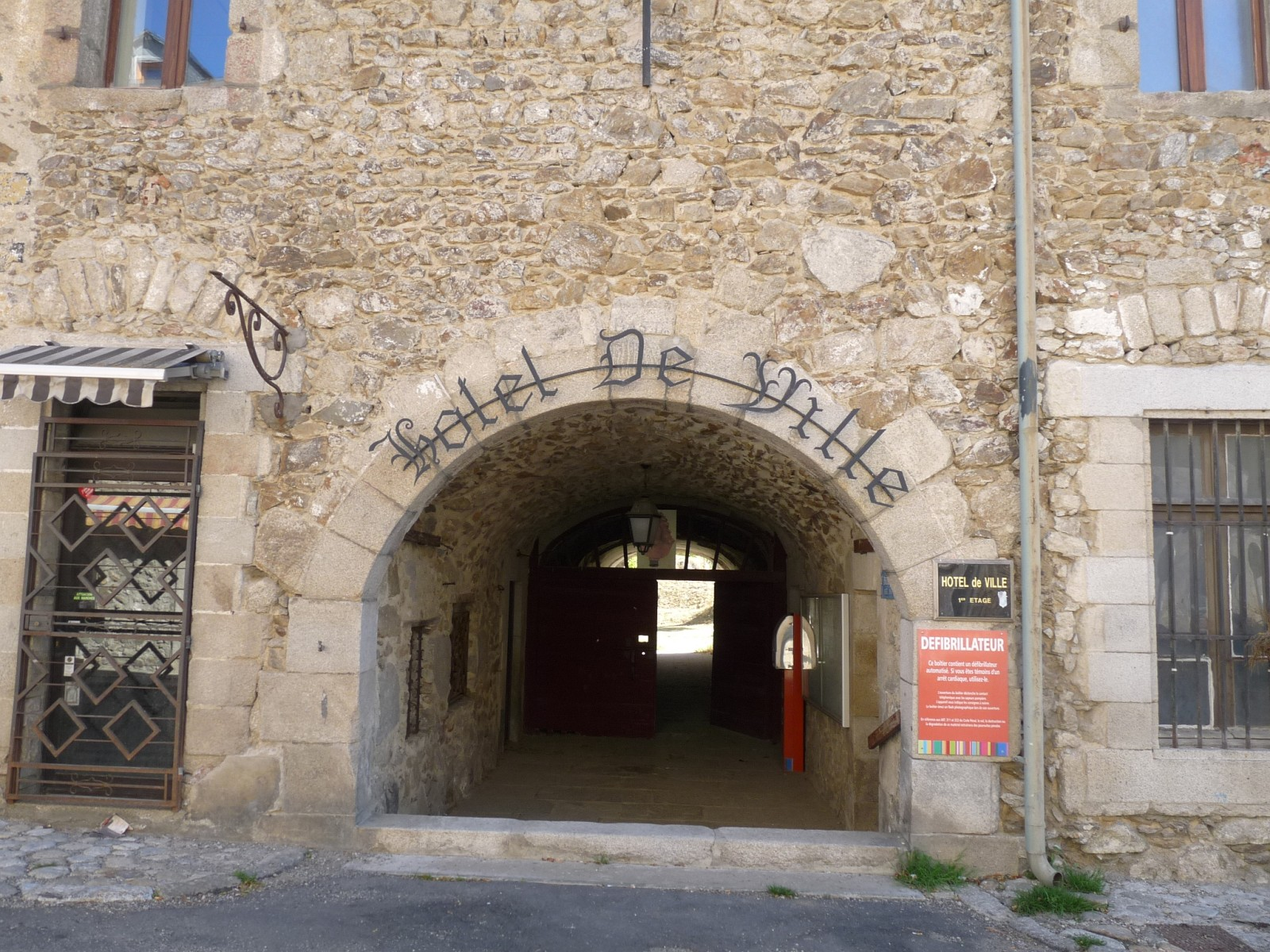
La mairie

En 1790, la commune de Mont-Louis est intégrée dans le canton d'Olette. Elle en est rapidement détachée pour devenir le chef-lieu du nouveau canton de Mont-Libre en 1793, aussi appelé canton de Mont-Louis dès 1801,.
À compter des élections départementales de 2015, la commune est incluse dans le nouveau canton des Pyrénées catalanes.

### Liste des maires

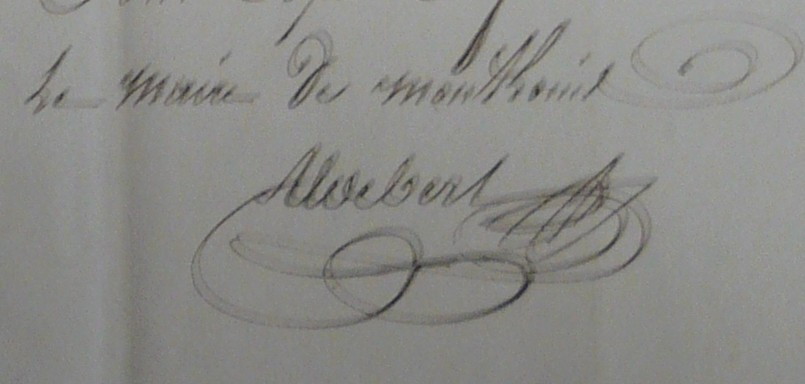
Signature du maire Michel Aldebert en 1815.

| Période         | Période         | Identité                     | Étiquette | Qualité                                           |
| --------------- | --------------- | ---------------------------- | --------- | ------------------------------------------------- |
| 1792            | 1793            | Pierre Vernet                |           |                                                   |
| 1793            | 1795            | Barthélémy Trilles           |           |                                                   |
| 1795            | 1796            | Jean Coutchet                |           |                                                   |
| 1796            | 1797            | François Fau                 |           |                                                   |
| 1797            | 1798            | Pierre Cadet Vignes          |           |                                                   |
| 1800            | 1801            | Joseph Facomet               |           |                                                   |
| 1801            | 1802            | Jean Coutchet                |           |                                                   |
| 1802            | 1802            | Pierre Crampagnac            |           |                                                   |
| 1802            | 1808            | Michel Agusti                |           |                                                   |
| 1808            | 1811            | Jean-Baptiste Paris          |           |                                                   |
| 1811            | 1831            | Michel Aldebert              |           |                                                   |
| 1831            | 1832            | Gabriel Delcasso             |           |                                                   |
| 1832            | 1847            | Michel Aldebert              |           |                                                   |
| 1847            | 1851            | François Boure               |           |                                                   |
| 1851            | 1852            | Paul Pierre Hyppolite Vignes |           |                                                   |
| 1852            | 1854            | Jean Estoube                 |           |                                                   |
| 1854            | 1866            | Paul Pierre Hyppolite Vignes |           |                                                   |
| 1866            | 1873            | Antoine Debatène             |           | Cafetier                                          |
| 1873            | 1878            | Joseph Blanc                 |           |                                                   |
| février 1878    | juin 1879       | Blaise Fourniols             |           |                                                   |
| 1879?           | 1882?           | Alexis Sévène                |           |                                                   |
| 1882            | 1888            | Côme Rogé                    |           |                                                   |
| 1888            | 1893            | Joseph Blanc                 |           |                                                   |
| 1893            | 1904            | Pierre Blanc                 |           |                                                   |
| 1904            | 1908            | François Piguillem           |           |                                                   |
| 1908            | 1909            | Joseph Cazeilles             |           |                                                   |
| 1909            | 1925            | Joseph Sévène                |           |                                                   |
| 1925            | 1944            | Marius Sévène                |           |                                                   |
| 1944            | 1945            | François Ribes               |           |                                                   |
| 1945            | 1953            | Antoine Pruneta              |           |                                                   |
| 1953            | 1959            | Dominique Bigorre            |           |                                                   |
| 1959            | 1971            | Marius Sévène                |           |                                                   |
| 1971            | 1979            | Madeleine Gilles             |           |                                                   |
| 1979            | 1983            | René Bergès                  |           |                                                   |
| 1983            | 2001            | Antoine Sabaté-Bigorre       |           |                                                   |
| 2001            | 2002            | Christian Pécout             |           |                                                   |
| 2002            | juillet 2010    | Jean-Michel Larmet           | UMP       |                                                   |
| septembre 2010  | 23 janvier 2018 | Pierrette Cordelette         | UMP       |                                                   |
| 23 janvier 2018 | En cours        | Joëlle Cordelette            |           | Première adjointe, fille de Pierrette Cordelette. |

## Population et société

### Démographie ancienne
La population est exprimée en nombre de feux (f) ou d'habitants (H).
| 1709  | 1720 | 1767  | 1774  | 1788  | 1789 |
| ----- | ---- | ----- | ----- | ----- | ---- |
| 130 f | 45 f | 346 H | 272 H | 333 H | 60 f |

### Démographie contemporaine
L'évolution du nombre d'habitants est connue à travers les recensements de la population effectués dans la commune depuis 1793. Pour les communes de moins de 10 000 habitants, une enquête de recensement portant sur toute la population est réalisée tous les cinq ans, les populations de référence des années intermédiaires étant quant à elles estimées par interpolation ou extrapolation. Pour la commune, le premier recensement exhaustif entrant dans le cadre du nouveau dispositif a été réalisé en 2007.

En 2022, la commune comptait 150 habitants, en évolution de −6,83 % par rapport à 2016 (Pyrénées-Orientales : +3,92 %, France hors Mayotte : +2,11 %).
| 1793 | 1800 | 1806 | 1821 | 1831 | 1836 | 1841 | 1846 | 1851 |
| ---- | ---- | ---- | ---- | ---- | ---- | ---- | ---- | ---- |
| 370  | 318  | 313  | 421  | 442  | 426  | 413  | 775  | 780  |

| 1856 | 1861 | 1866 | 1872 | 1876 | 1881 | 1886 | 1891 | 1896 |
| ---- | ---- | ---- | ---- | ---- | ---- | ---- | ---- | ---- |
| 746  | 745  | 470  | 389  | 518  | 523  | 992  | 532  | 578  |

| 1901 | 1906 | 1911 | 1921 | 1926 | 1931 | 1936 | 1946 | 1954 |
| ---- | ---- | ---- | ---- | ---- | ---- | ---- | ---- | ---- |
| 431  | 579  | 576  | 367  | 288  | 417  | 483  | 603  | 418  |

| 1962 | 1968 | 1975 | 1982 | 1990 | 1999 | 2006 | 2007 | 2012 |
| ---- | ---- | ---- | ---- | ---- | ---- | ---- | ---- | ---- |
| 273  | 391  | 250  | 239  | 200  | 270  | 292  | 284  | 185  |

| 2017 | 2022 | - | - | - | - | - | - | - |
| ---- | ---- | - | - | - | - | - | - | - |
| 152  | 150  | - | - | - | - | - | - | - |

Notes :
- 1841 : il faut ajouter 671 personnes en garnison ;
- 1856 : dont 428 personnes en garnison ;
- 1861 : dont 355 personnes en garnison ;
- 1896 : dont 249 personnes en garnison ;
- 1901 : dont 121 personnes en garnison ;
- 1906 : dont 200 personnes en garnison ;
- 1936 : dont 204 personnes en garnison.

| selon la population municipale des années : | 1968 | 1975 | 1982 | 1990 | 1999 | 2006 | 2009 | 2013 |
| Rang de la commune dans le département      | 83   | 118  | 122  | 135  | 123  | 129  | 131  | 149  |
| Nombre de communes du département           | 232  | 217  | 220  | 225  | 226  | 226  | 226  | 226  |

### Enseignement

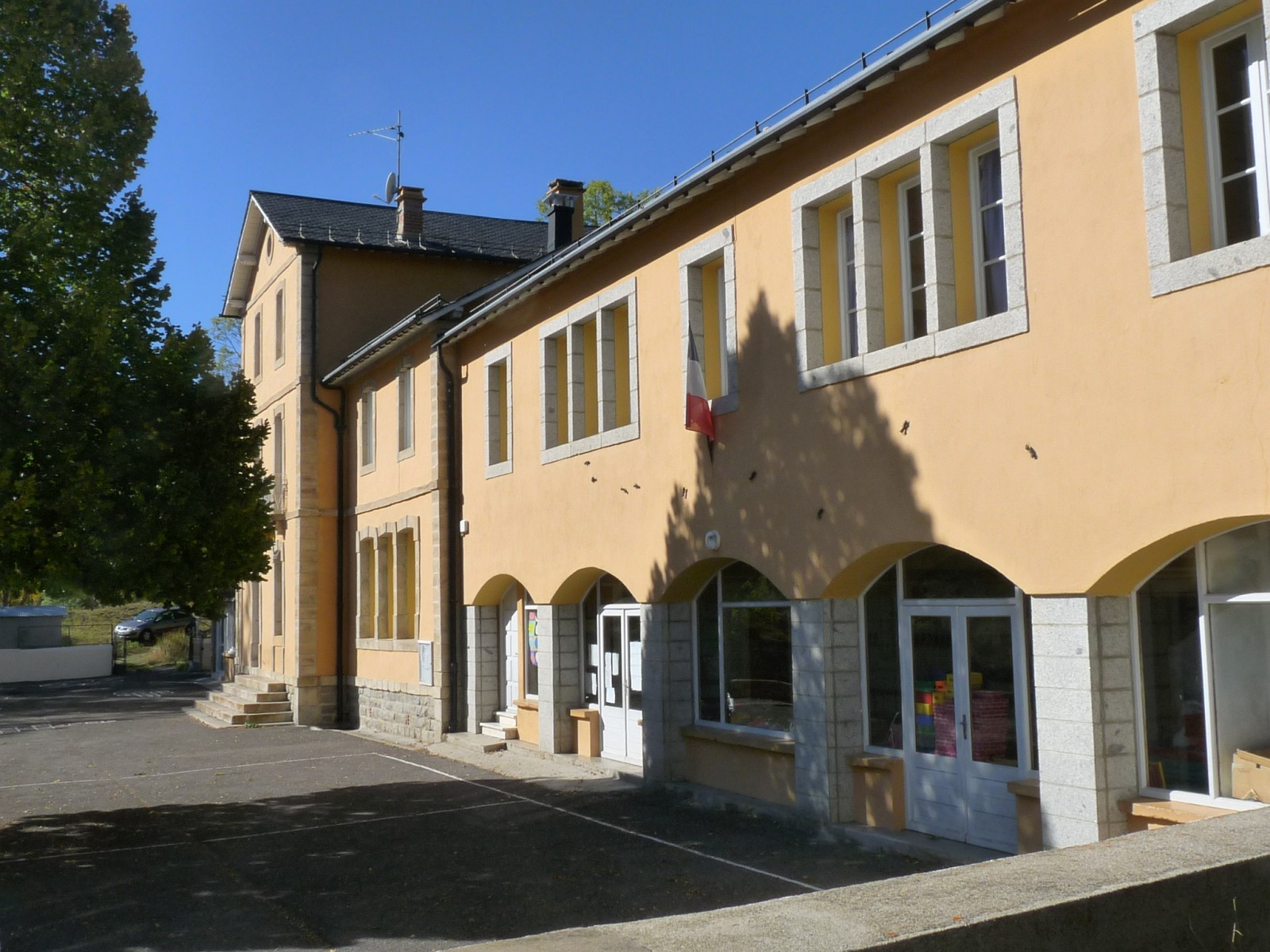
L'école

L'école est un regroupement pédagogique intercommunal entre Mont-Louis, Saint-Pierre-dels-Forcats, La Llagonne et La Cabanasse. Saint-Pierre, Mont-Louis et La Cabanasse accueillent chacune une section maternelle. L'école élémentaire est partagée entre Saint-Pierre pour le CP, Mont-Louis pour le CE1, La Llagonne pour le CE2, et La Cabanasse pour le CM1 et CM2.
Le secteur du collège est Font-Romeu.

### Manifestations culturelles et festivités
- Fête patronale : 25 août[55] ;
- Foire : 11 octobre[55].

### Sports
La montée de Mont-Louis a été grimpée lors de la 15e étape du Tour de France 2021 (Céret-Andorre-la-Vieille) à 86,3 km après le départ de Céret. Wout Poels est passé en tête.

## Économie

### Emploi
|                | 2008   | 2013   | 2018   |
| -------------- | ------ | ------ | ------ |
| Commune        | 3,7 %  | 7 %    | 8,4 %  |
| Département    | 10,3 % | 12,9 % | 13,3 % |
| France entière | 8,3 %  | 10 %   | 10 %   |

En 2018, la population âgée de 15 à 64 ans s'élève à 107 personnes, parmi lesquelles on compte 77,2 % d'actifs (68,8 % ayant un emploi et 8,4 % de chômeurs) et 22,8 % d'inactifs,. Depuis 2008, le taux de chômage communal (au sens du recensement) des 15-64 ans est inférieur à celui de la France et du département.
La commune est hors attraction des villes,. Elle compte 269 emplois en 2018, contre 327 en 2013 et 419 en 2008. Le nombre d'actifs ayant un emploi résidant dans la commune est de 76, soit un indicateur de concentration d'emploi de 354,5 % et un taux d'activité parmi les 15 ans ou plus de 62,2 %.
Sur ces 76 actifs de 15 ans ou plus ayant un emploi, 48 travaillent dans la commune, soit 64 % des habitants. Pour se rendre au travail, 49 % des habitants utilisent un véhicule personnel ou de fonction à quatre roues, 5,2 % les transports en commun, 35,5 % s'y rendent en deux-roues, à vélo ou à pied et 10,4 % n'ont pas besoin de transport (travail au domicile).

### Revenus de la population et fiscalité
En 2010, le revenu fiscal médian par ménage était de 22 596 €.

## Culture locale et patrimoine

### Monuments et lieux touristiques

Emblème du patrimoine mondial

La citadelle de Mont-Louis fait partie du réseau des sites majeurs de Vauban. Son enceinte a été classée au titre des monuments historiques en 1922. Les fortifications de Mont-Louis font partie des sites classés au patrimoine mondial par l'UNESCO en 2008.
Puits des Forçats
Au « puits des Forçats » à l'intérieur de la citadelle, enceinte militaire, l'intérêt principal réside dans la découverte d'un élément architectural unique, la roue du grand puits. Formée d'une énorme cage d'écureuil (autrefois actionnée par un homme), elle permettait d'alimenter en eau la citadelle : il n'en existe que trois modèles originaux conservés en France, le second étant à Besançon et le troisième dans l'abbaye du Mont-Saint-Michel. L'histoire et l'architecture de la place forte sont expliquées autour d'une maquette, de plans anciens, des différentes pièces archéologiques trouvées et conservées sur le site, ainsi que des découvertes récentes, faites en collaboration avec le Centre national d'entraînement commando (Cnec). Sont aussi évoquées l'occupation militaire, sans discontinuité depuis plus de trois cent trente ans, ainsi que les activités du Cnec, formant les futurs cadres et les troupes d’élite de l’Armée française mais aussi de nombre d'armées étrangères.[réf. nécessaire]
Puits de ville
Le puits de ville, situé rue du Marché, a été inscrit au titre des monuments historiques en 2010.
Village de Mont-Louis

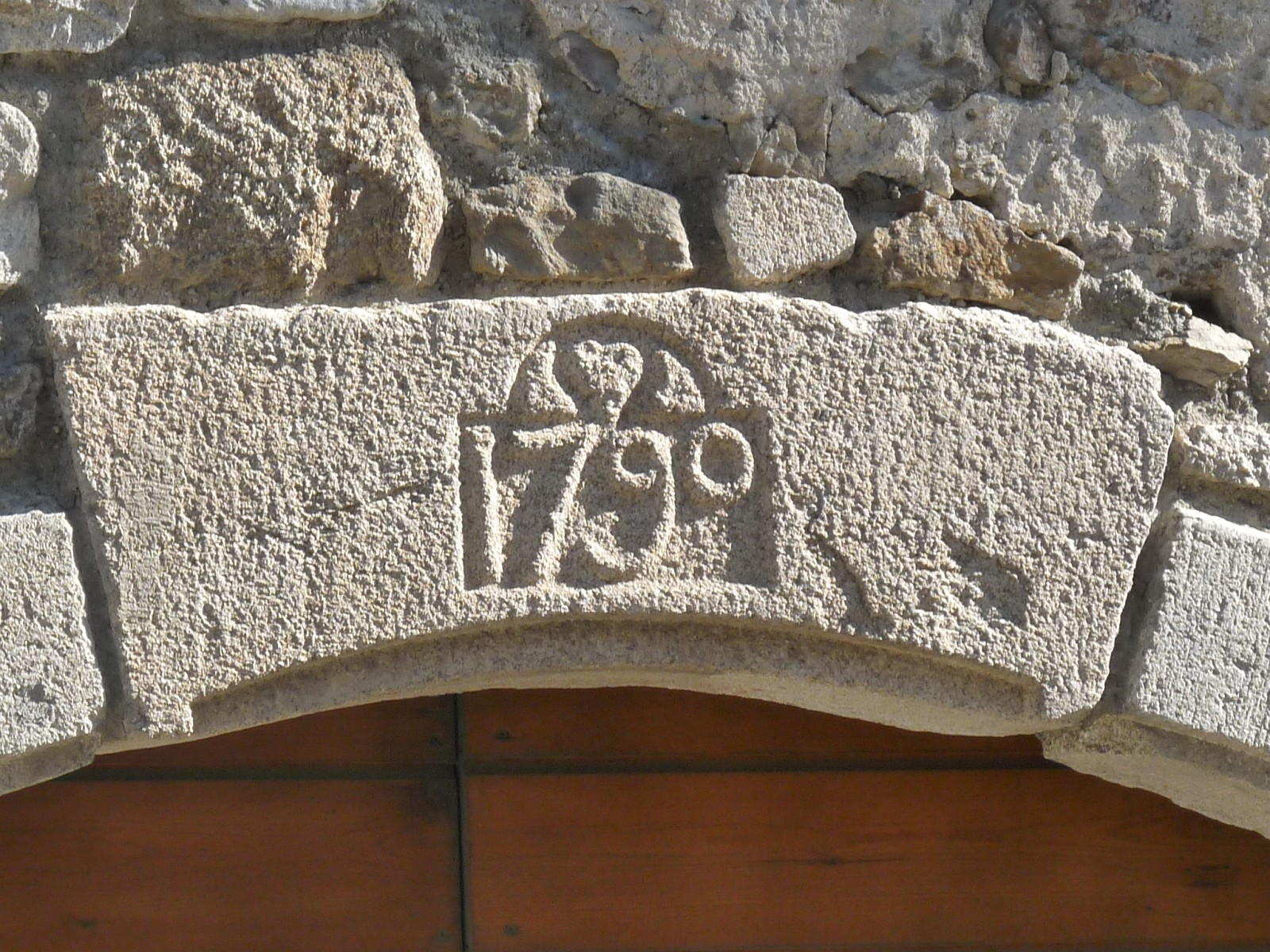
Date sur un linteau près de la mairie.
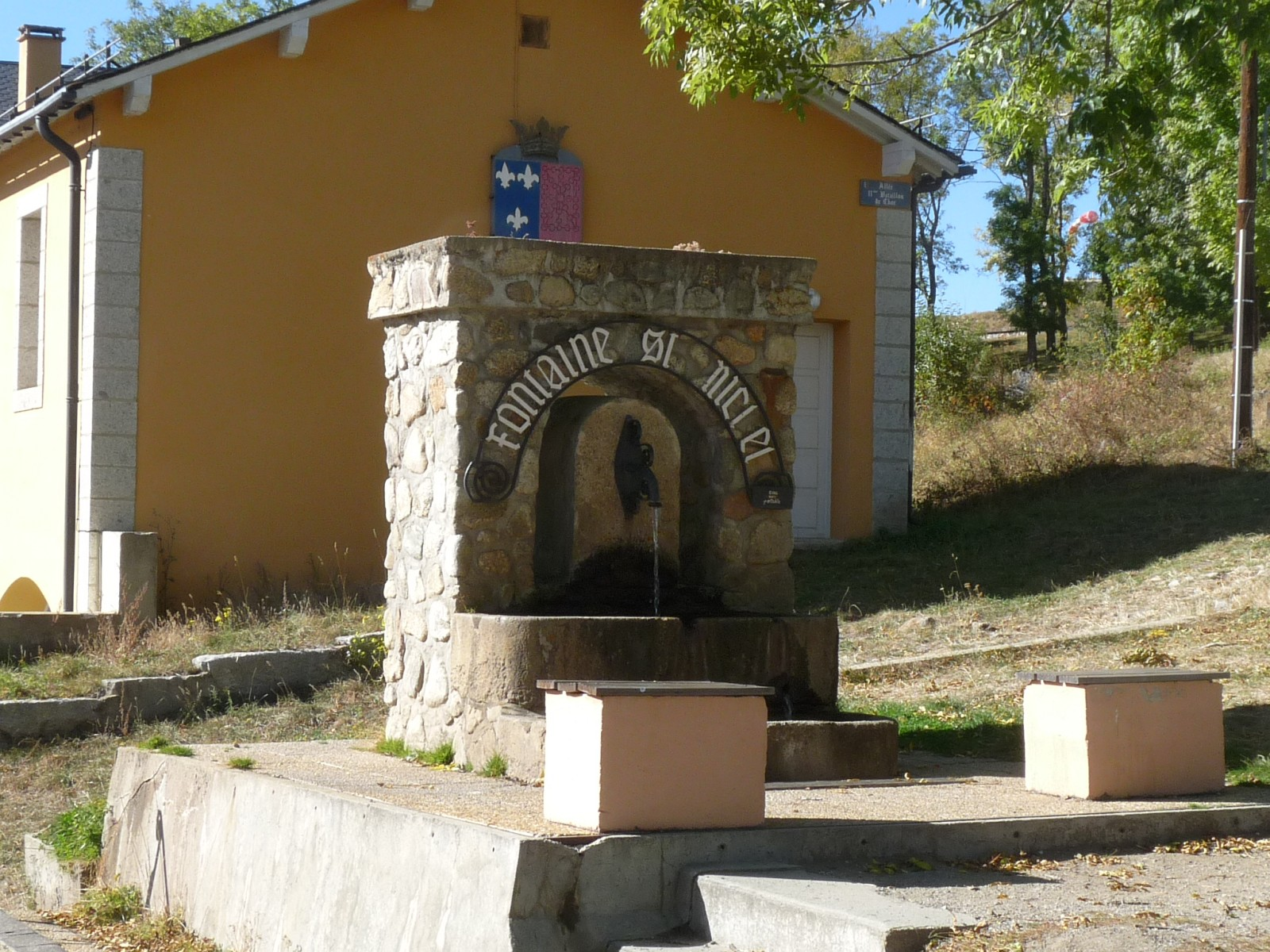
Fontaine Saint-Michel.
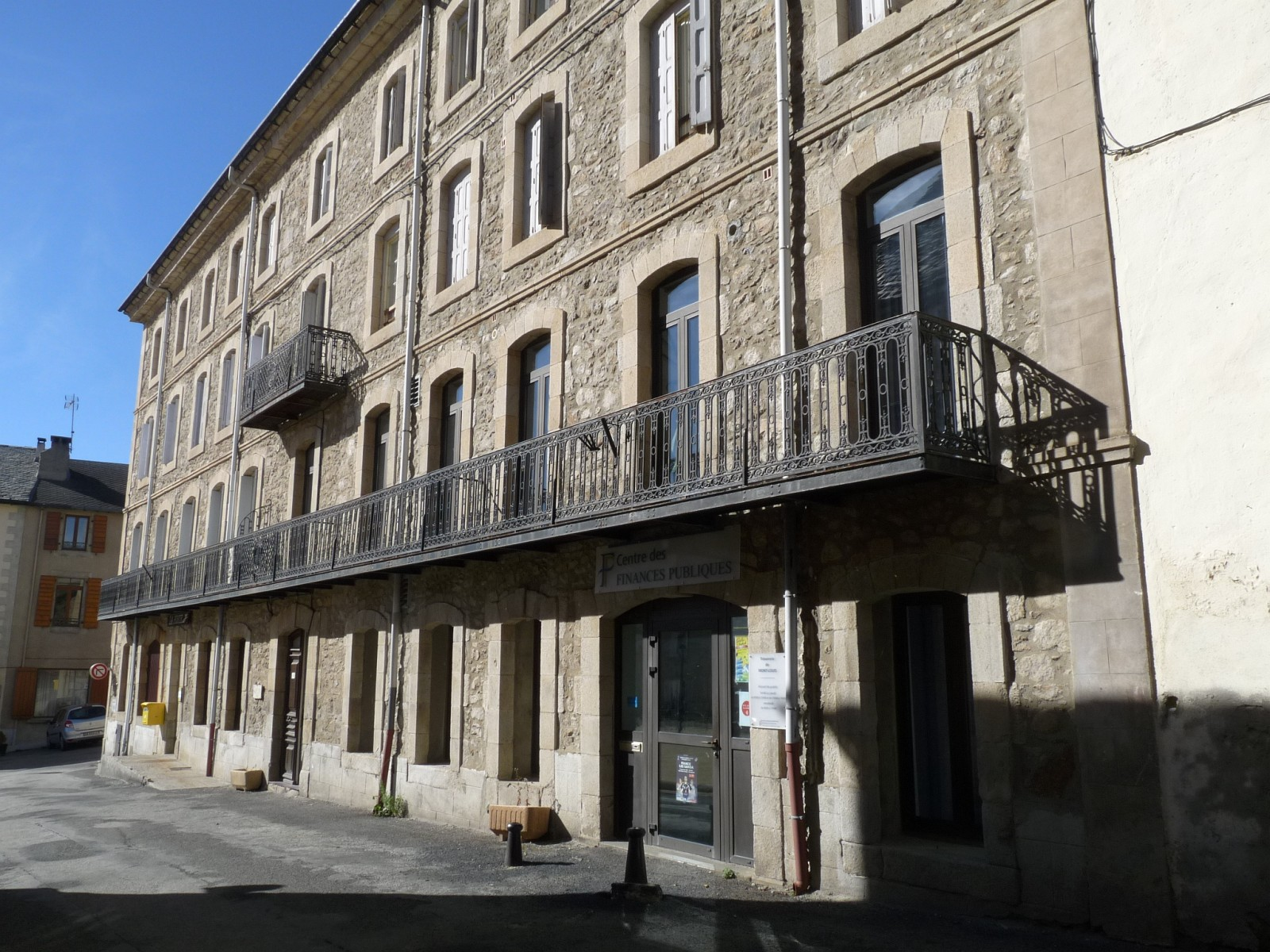
La perception, près de l'église.
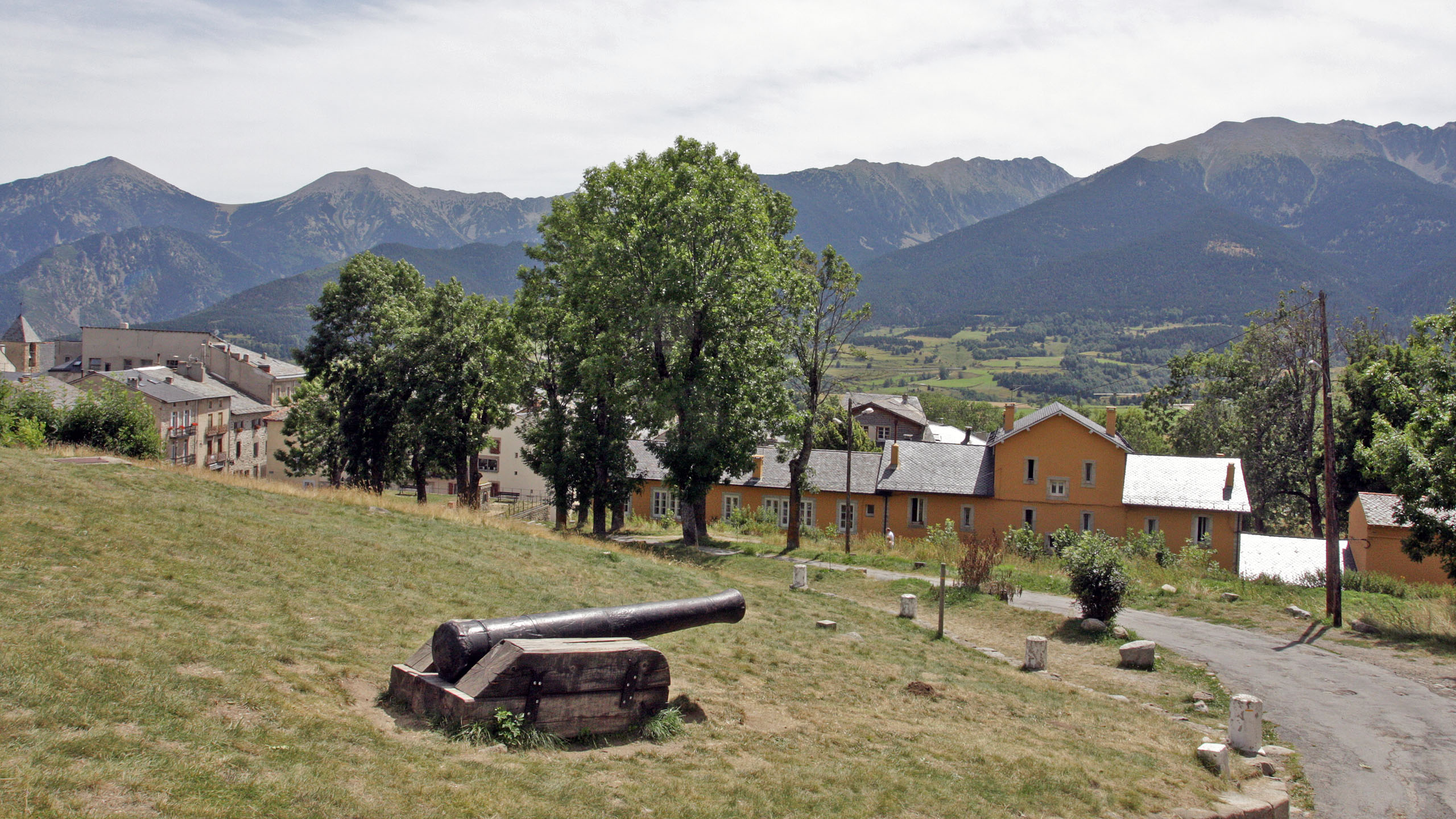
Vue du fort vers la cité

- Église Saint-Louis de la citadelle de Mont-Louis.

Église Saint-Louis
L'édifice a été inscrit au titre des monuments historiques en 2010.
Dès 1721, on envisagea de construire cette nouvelle église dans la ville, le curé trouvant que le premier lieu de culte « était sujet au bruit des soldats et à leurs jurements, ce qui arrive pendant le saint sacrifice de la messe ».
Commencée en 1733, l'église est terminée en 1737. Elle a coûté 32 866 livres et l'abbé de Saint-Michel de Cuxa fournit le bois venant de la forêt de la Matte, possession de son abbaye.
Cet édifice est marqué par le style des ingénieurs militaires. Son tracé est d’une rigueur géométrique, elle n’a qu’une nef unique (pas de transept). Elle possède aussi huit chapelles latérales. La hauteur du clocher est limitée pour ne pas servir de repère à l’ennemi.[réf. nécessaire]
Ses spécificités font que l’église s’accorde parfaitement avec le caractère militaire de la cité.[réf. à confirmer]

L'église Saint-Louis
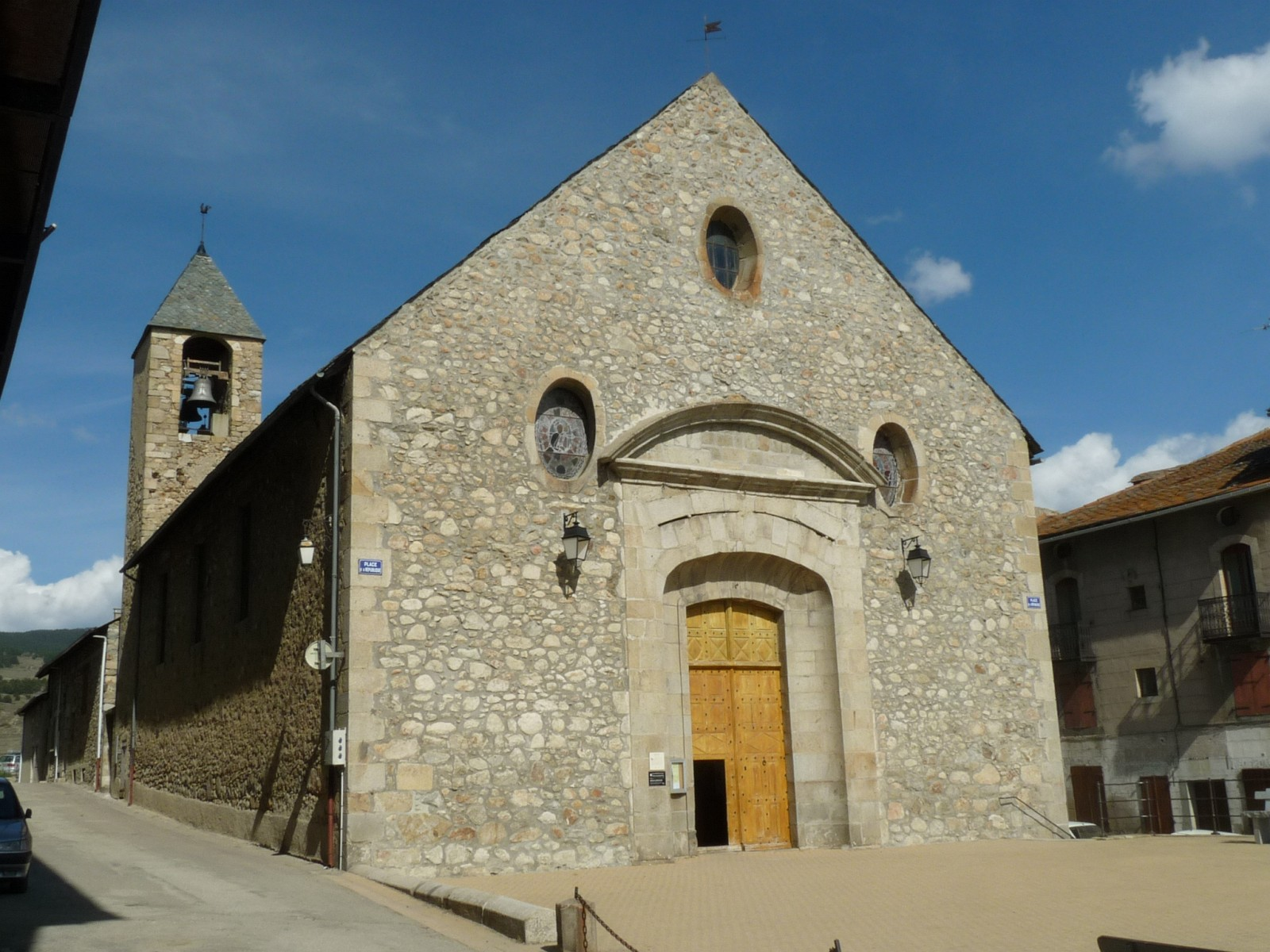
La façade et le clocher
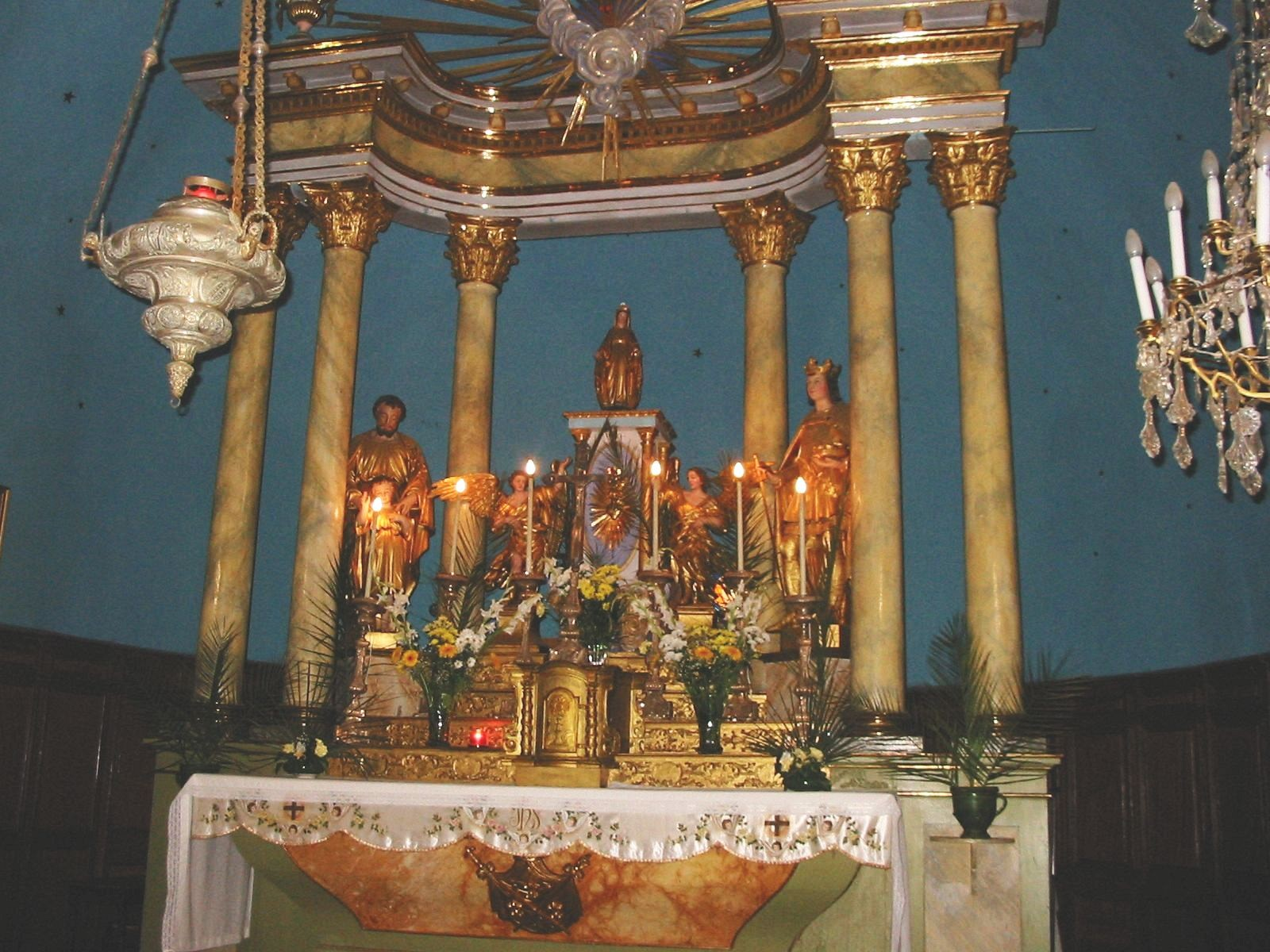
L'autel

Monument Jean-Gilles
Le monument Jean-Gilles est situé au pied de la gendarmerie ; il est dédié au général Gilles (1904-1961), mort à Mont-Louis.
Monument Dagobert
Le monument Dagobert est érigé en l'honneur du général Dagobert, qui a résisté à l'assaut espagnol en 1793. Le monument se trouve place de la République, sur le parvis de l'église.

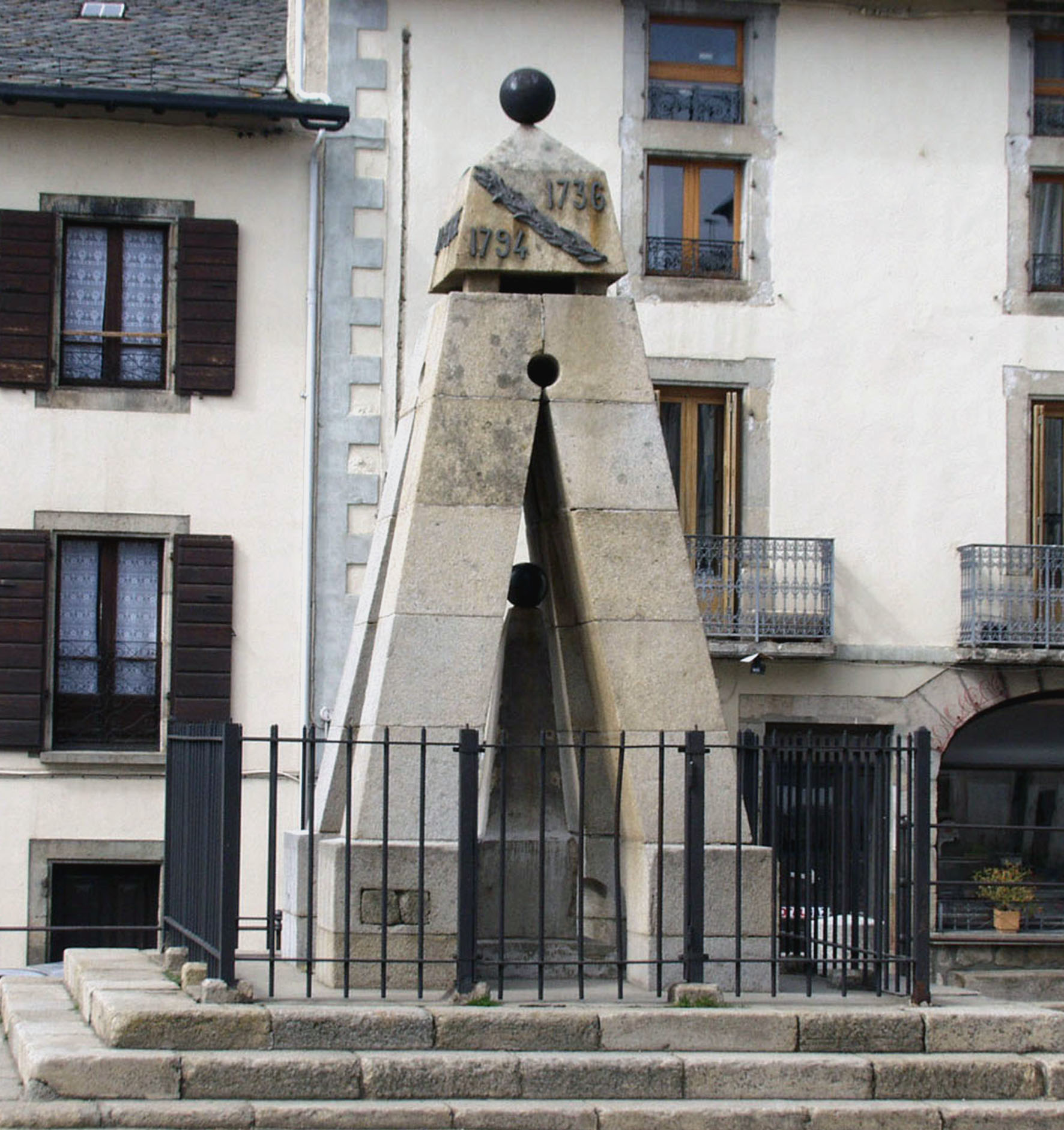
Monument Dagobert des batailles de 1793.
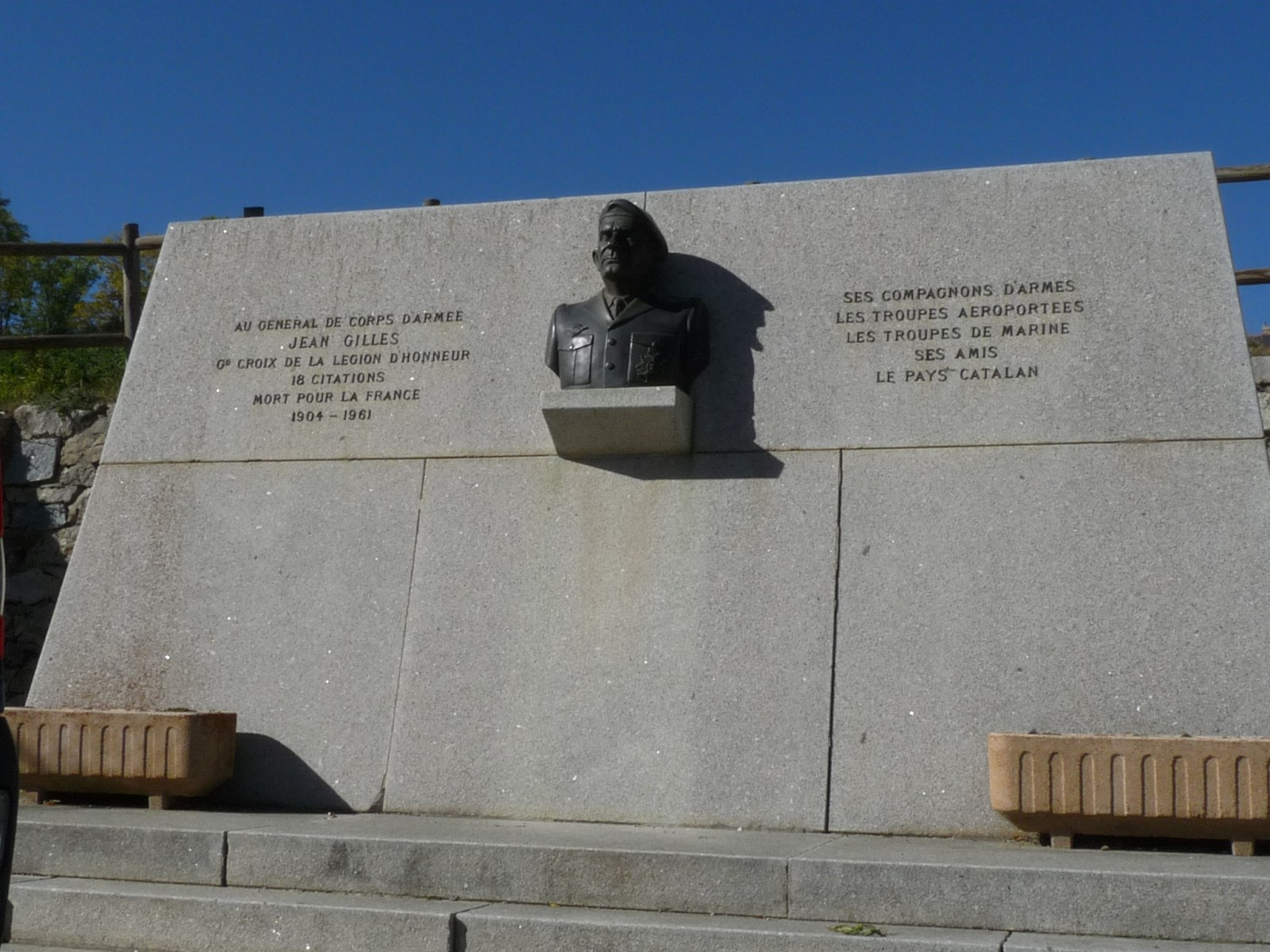
Monument Jean-Gilles.

Four solaire de Mont-Louis

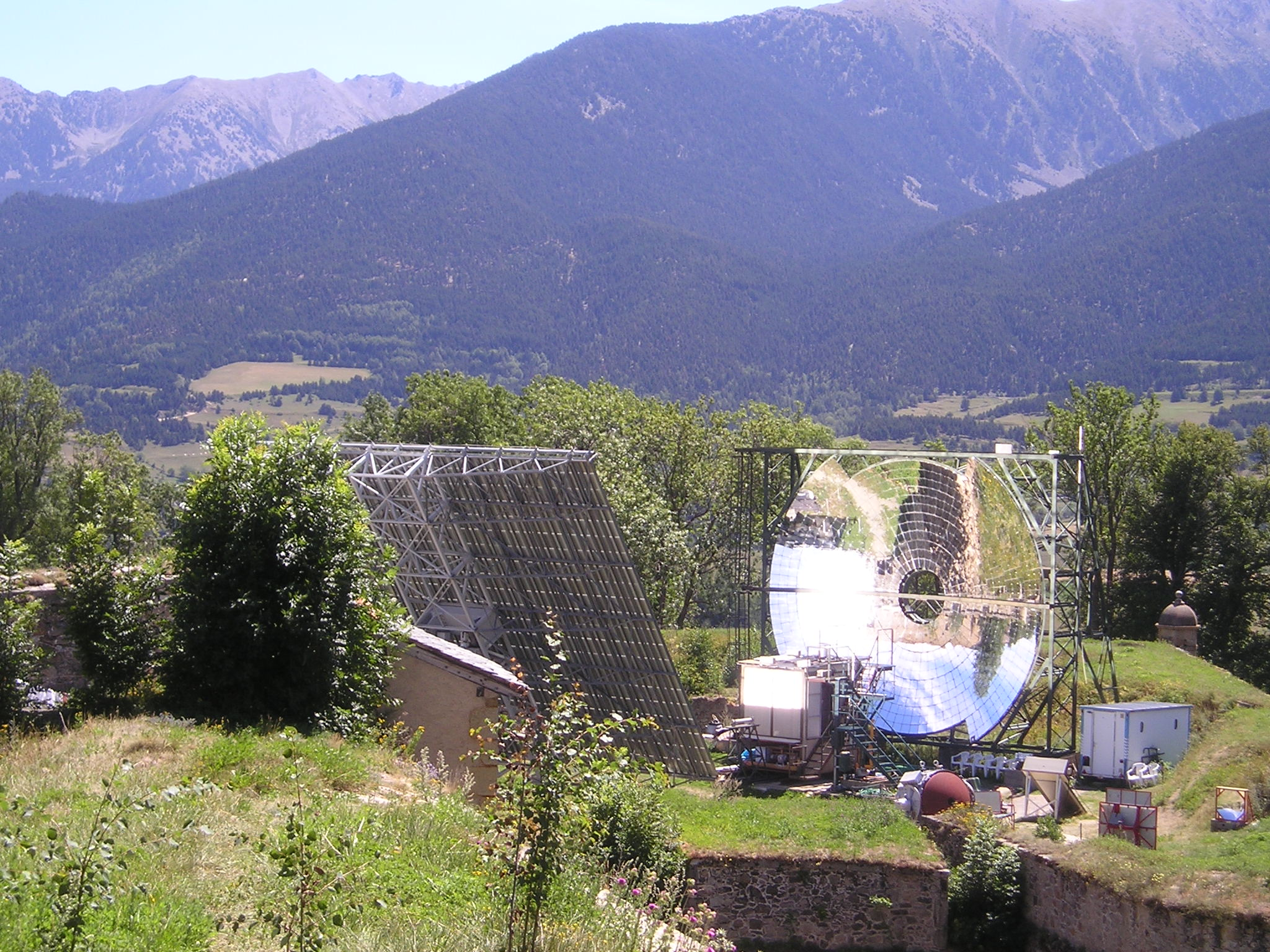
Le four solaire de Mont-Louis.

Le four solaire de Mont-Louis, construit juste après la seconde guerre mondiale, fut la première installation de ce type dans le monde (double concentration), et fut un précurseur du four solaire d'Odeillo. Il fournit une puissance de 50 kW.

### Patrimoine environnemental
Sentier des oiseaux et des insectes
Un sentier situé à l'extérieur des remparts de la ville permet de découvrir et observer les différentes espèces d'oiseaux et d'insectes du territoire.

### Mont-Louis et le cinéma
- 1943 : Tornavara, film de Jean Dréville tourné en partie à Mont-Louis.

### Personnalités liées à la commune
- Sébastien Le Prestre de Vauban, marquis de Vauban, maréchal de France (1633-1707).
- Le général Dagobert (1736-1794), commandant de Mont-Louis (Mont-Libre à l'époque) en 1793, puis de l'armée des Pyrénées-Orientales.
- Hugues Alexandre Joseph Meunier (1751-1831), général des armées de la République et de l'Empire, né à Mont-Louis.
- Armand Jacquey (1834-1921), général né à Mont-Louis.
- Jean Gilles (1904-1961), général mort à Mont-Louis.
- Jeanne Bot (1905-2021), supercentenaire, est née dans la commune.

### Héraldique
| Blason de Mont-Louis | Blason  | Parti: au 1) d'azur à trois fleurs de lis d'or (de France), au 2) de gueules aux chaînes d'or posées en orle, en croix et en sautoir, chargées en cœur d'une émeraude au nature ; le tout enfermé dans une filière d'or (de Navarre).                                                                     |
| Blason de Mont-Louis | Détails | Différences entre dessin et blasonnement : Couleur de Lis de France et Émeraude de Navarre. Armes du Roi de France et de Navarre, portées en hommage à Louis XIV, fondateur de la ville. Rien ne prouve cependant que Sa Majesté y ait donné son accord. Le statut officiel du blason reste à déterminer. |